# Kleinmachnow
Kleinmachnow ist eine Gemeinde mit gut 20.000 Einwohnern im Landkreis Potsdam-Mittelmark in Brandenburg. Sie liegt südwestlich von Berlin und östlich von Potsdam.
Erstmals im Landbuch Karls IV. von 1375 erwähnt und im 14. und 15. Jahrhundert in Urkunden Sand Machenow und Machenow op´m Sande genannt. Bis Ende des 14. Jahrhunderts hatte die Familie Quast den Gutsbesitz, der Anfang des 15. Jahrhunderts an Heinrich von Hake überging. Der Ort spielte eine wichtige Rolle am Bäkeübergang, den verschiedene mittelalterliche Burgen sicherten. Die letzte dieser sämtlich nicht erhaltenen Burgen gehörte den Rittern von Hake, deren Familie bis in das 20. Jahrhundert die Ortsgeschichte prägte. Der Ersatz der Bäke durch den Teltowkanal im Jahr 1906 bescherte dem Dorf die heute denkmalgeschützte Schleuse Kleinmachnow.
In der ersten Hälfte des 20. Jahrhunderts wuchs Kleinmachnow vom ländlichen Gutsdorf zur Vorortgemeinde der Agglomeration Berlin. Durch den Bau der Berliner Mauer 1961 wurde Kleinmachnow von West-Berlin abgeschnitten und lag innerhalb der DDR, aufgrund der Nähe zur Grenze in relativer Abgeschiedenheit. Seit der deutschen Wiedervereinigung von 1990 partizipiert Kleinmachnow stark am Bevölkerungswachstum des Berliner Umlands.

## Geografie

### Geografische Lage

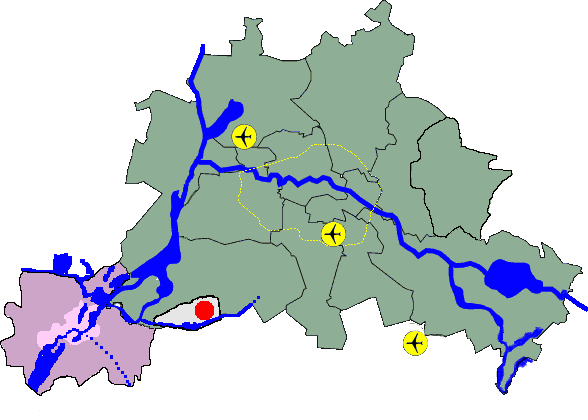
Lage an der Stadtgrenze Berlins

Das Gemeindegebiet Kleinmachnow wird im Süden in weiten Teilen vom Teltowkanal begrenzt, nur entlang des Machnower Sees und östlich des Sees im Bereich des historischen Ortskerns ragt das Gemeindegebiet über den Teltowkanal nach Süden hinaus. Nach Norden, Westen und Osten liegt in einer Art Einbuchtung des Berliner Bezirks Steglitz-Zehlendorf die Stadtgrenze zu Berlin. Zu Zeiten der Berliner Mauer war der Ort nur von Teltow und Stahnsdorf über drei Brücken (Schleusen-, Friedens- und Rammrathbrücke) über den Teltowkanal erreichbar, ab 1990 wieder von Berlin-Zehlendorf. Seit 1996 existiert ein eigener Autobahnanschluss an die Bundesautobahn 115 im Westen des Ortes. Die Entfernung von Kleinmachnow zur Potsdamer Innenstadt beträgt zirka 16 Kilometer, die nach Berlin-Mitte zirka 17 Kilometer.
Nachbargemeinden sind im Uhrzeigersinn, von Norden beginnend: Berlin, Teltow und Stahnsdorf.

### Geologie

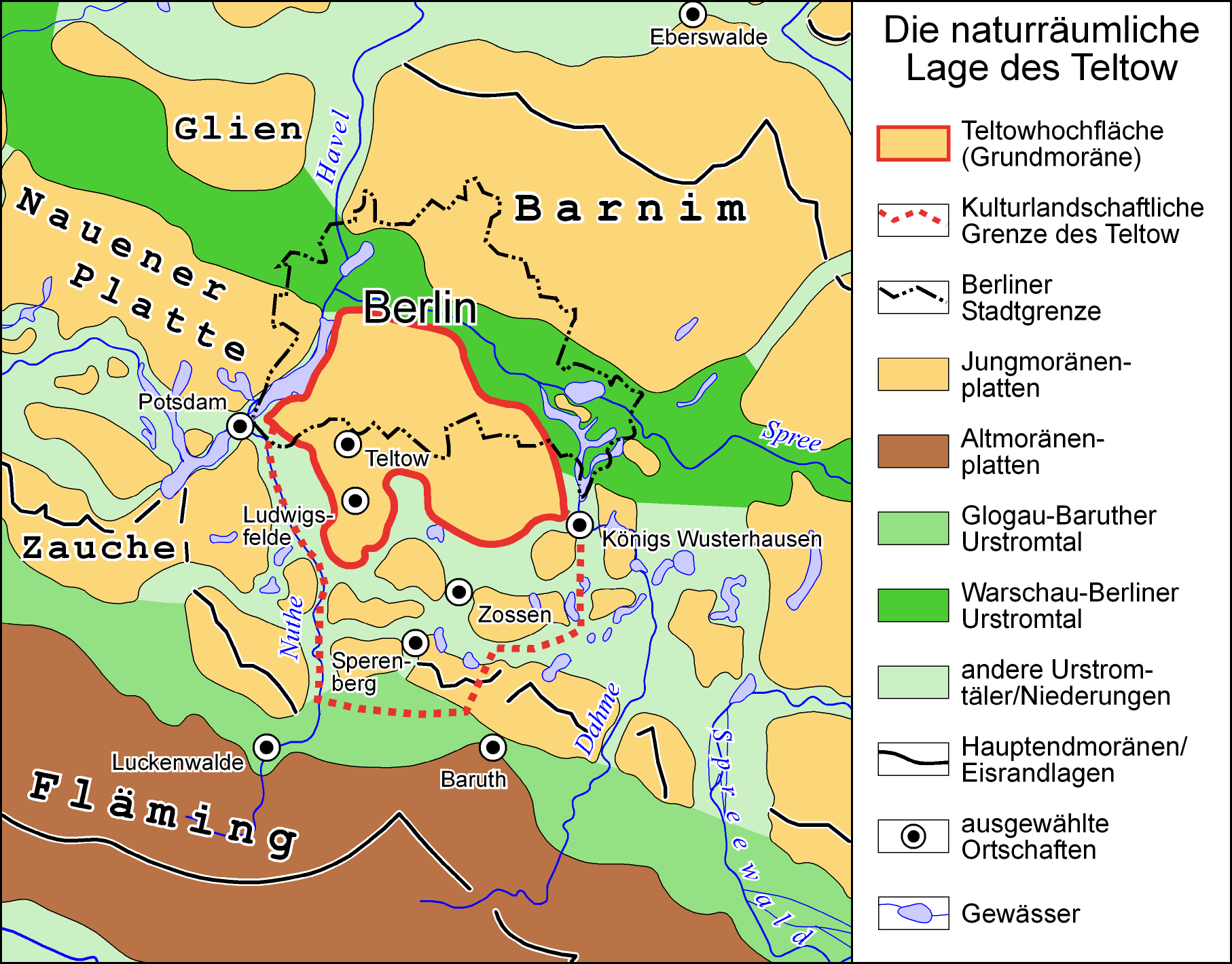
Naturräumliche Lage des Teltow

Kleinmachnow liegt auf der Grundmoränenhochfläche Teltow, die den südwestlichen Teil Berlins und den angrenzenden Teil Brandenburgs einnimmt. Die Grundmoräne entstand in der jüngsten, der Weichsel-Eiszeit vor zirka 21.000 Jahren. Im Bäketal formten die Wasserströme ein besonders bewegtes Relief mit kleinräumigen Hügelketten aus Geschiebemergel und Schmelzwasserrinnen, die heute mit Pfuhlen und Tümpeln durchsetzt sind. Diese aus geologischer Sicht verhältnismäßig lockere Ablagerung erleichterte den Bau des Teltowkanals zwischen dem Seeberg und dem Weinberg erheblich. Die höchste Erhebung im Gemeindegebiet ist der Seeberg mit 65 Meter über NN.
Der Buschgraben ist eine schmale eiszeitliche Schmelzwasserrinne am südwestlichen Rand von Berlin. Der südliche Teil verläuft in nord-südlicher Richtung zwischen Berlin-Zehlendorf und Kleinmachnow und mündet nordwestlich von Teltow in den Teltowkanal.
In Kleinmachnow gibt es eine Reihe von Kleingewässern, die aus Toteislöchern entstanden sind. Um den Meiereipfuhl im Bannwald gab es ehemals fünf Teiche. Der Duellpfuhl an der Ginsterheide, der Pferdepfuhl und der Pfuhl am Jägerstieg/Ecke Wolfswerder gehören dazu. Die Kleingewässer werden heute als Auffangbecken für das Oberflächenwasser der Straßenentwässerung genutzt.

## Gemeindegliederung
Zu Kleinmachnow gehören die Wohnplätze Dreilinden und Neubauernsiedlung.

## Geschichte

### Frühgeschichte und Mittelalter

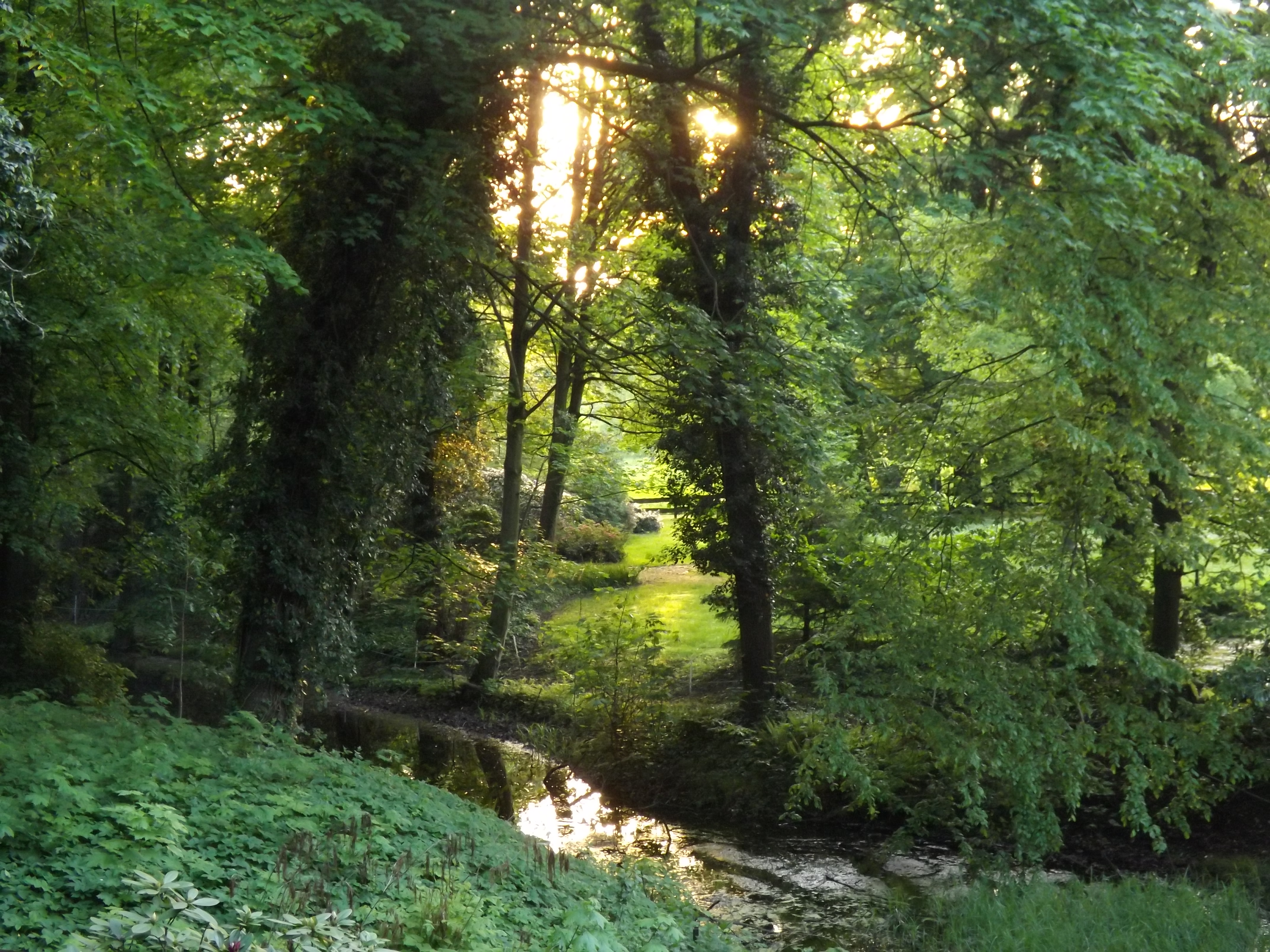
Bäke im ehemaligen Schlosspark

Wie große Teile der geologisch jungen Oberfläche der Mark Brandenburg war das Bäketal weitgehend versumpft, aber dennoch wie viele Flusstäler bevorzugter Siedlungsraum. Nachdem im Zuge der Völkerwanderungen im 4. und 5. Jahrhundert die Sueben ihre Heimat an Havel und Spree verlassen hatten, zogen im späten 7. und 8. Jahrhundert slawische Stämme in den vermutlich weitgehend siedlungsleeren Raum ein. Der Namensbestandteil Machnow geht auf die Slawen zurück, die bis zum 12. Jahrhundert im Teltow siedelten. Machnov bezeichnet einen Ort, der in einer moosreichen Gegend angelegt wurde. Die sumpfige Senke wurde durch die Bäke gebildet.

Wappen derer von Hake

Im Zuge des Landesausbaus der 1157 durch Albrecht den Bären gegründeten Mark Brandenburg sicherten die askanischen Markgrafen den damals einzigen Bäkeübergang mit einer Burg. Der askanischen Burg, bei der es sich möglicherweise um einen Holzbau handelte, folgte an der gleichen Stelle die spätmittelalterliche Burg Machnow, die zusammen mit dem Gut Kleinmachnow über Jahrhunderte im Besitz der Familie von Hake blieb. Noch bis 1470 bestand lediglich dieser eine Übergang im ausgedehnten Bäke-Sumpfgebiet. Der Knüppeldamm lag an der mittelalterlichen Burg und bildete einen strategisch wichtigen Punkt auf der Handelsstraße Leipzig-Saarmund-Spandau. Erst als die brandenburgischen Kurfürsten 1470 ihre Residenz von Spandau nach Berlin verlegten, kamen zwei weitere Bäke-Übergänge hinzu. Die erste urkundliche Erwähnung fand Kleinmachnow 1375 im Landbuch Karls IV. unter der Bezeichnung Parva Machenow (Parva = klein).
Damals waren die Familie von Löwenberg und der Münzmeister Thile Brügge Eigentümer des kleinen märkischen Dorfes, nach diesen die Familie von Quast. Um 1435 ging der Lehnsbesitz der Güter Kleinmachnow und Stahnsdorf an die Familie von Hake über, nach deren berühmtestem Spross, dem „langen Hacke“ des Soldatenkönigs, General Hans Christoph Friedrich von Hacke (1699–1754), der Hackesche Markt in Berlin-Mitte benannt ist. Rechts von der Kleinmachnower Dorfstraße befand sich, hinter dem Medusenportal, der Gutshof mit der alten Burg, von der nur noch Reste der Grundmauern erhalten sind. Unmittelbar neben der Burg Machnow ließen die Hakes 1803 durch David Gilly ein neues Herrenhaus im klassizistischen Barockstil erbauen, das einen reich ausgestatteten Festsaal hatte sowie Räume mit Pariser Tapeten, ähnlich den Gilly’schen Schlössern Paretz und Freienwalde. 1943 sind sowohl das Gilly’sche Herrenhaus wie auch die Alte Hakeburg ausgebrannt und wurden 1950 abgerissen.
Nach einer Besitzteilung ließ Dietloff von Hake  im Jahr 1908 auf dem Seeberg am gegenüberliegenden Nordufer des Machnower Sees die sogenannte Neue Hakeburg durch Bodo Ebhardt errichten. Sie blieb bis 1936, das Hauptgut bis zur Enteignung 1945, in der Familie. Als einziges der Machnower Herrensitze steht sie noch.

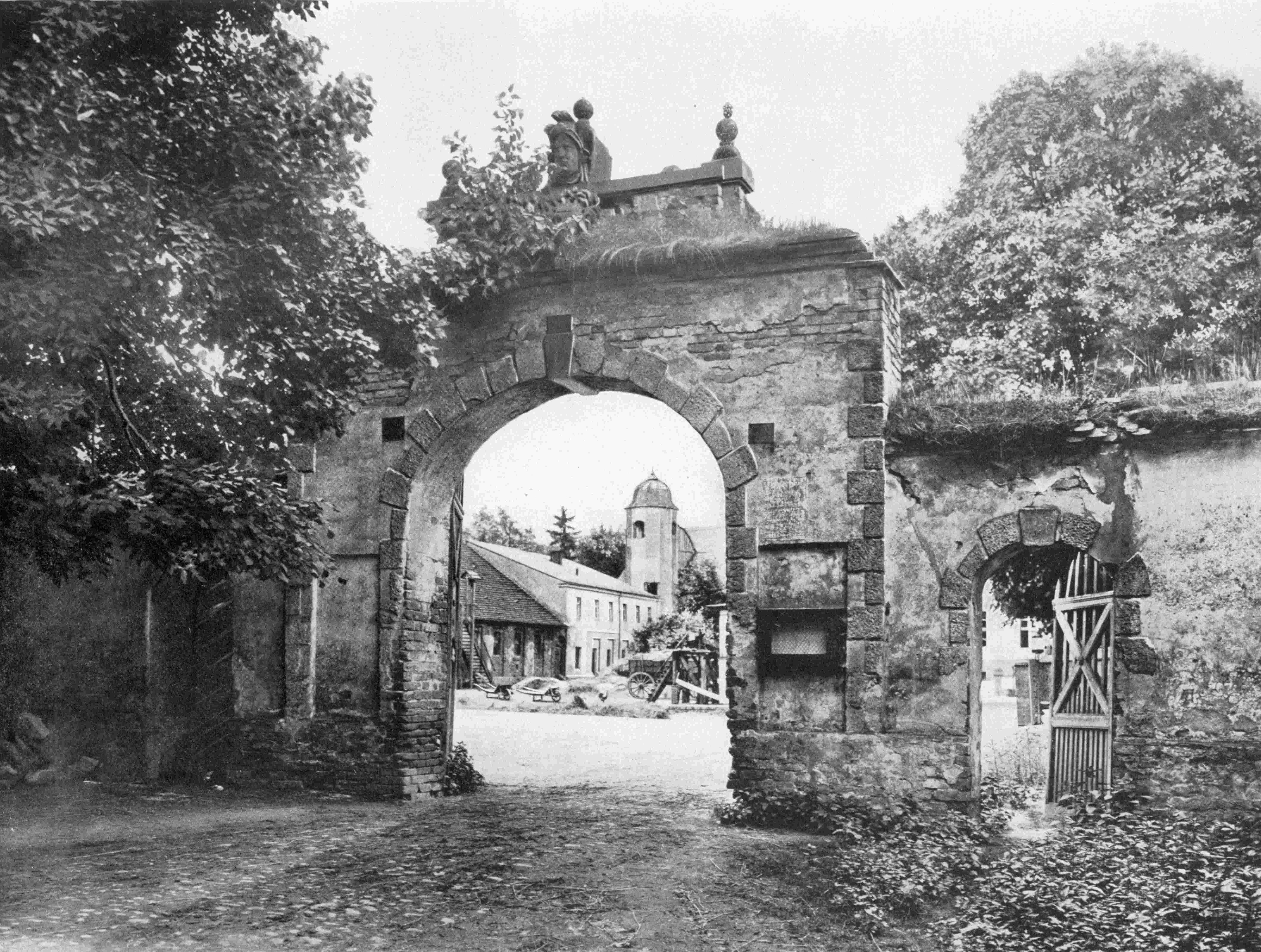
„Medusenportal“ zum Gut Kleinmachnow mit Burg Machnow
Burg Machnow („Alte Hakeburg“), zerstört 1943
Herrenhaus Kleinmachnow (von David Gilly, 1803)
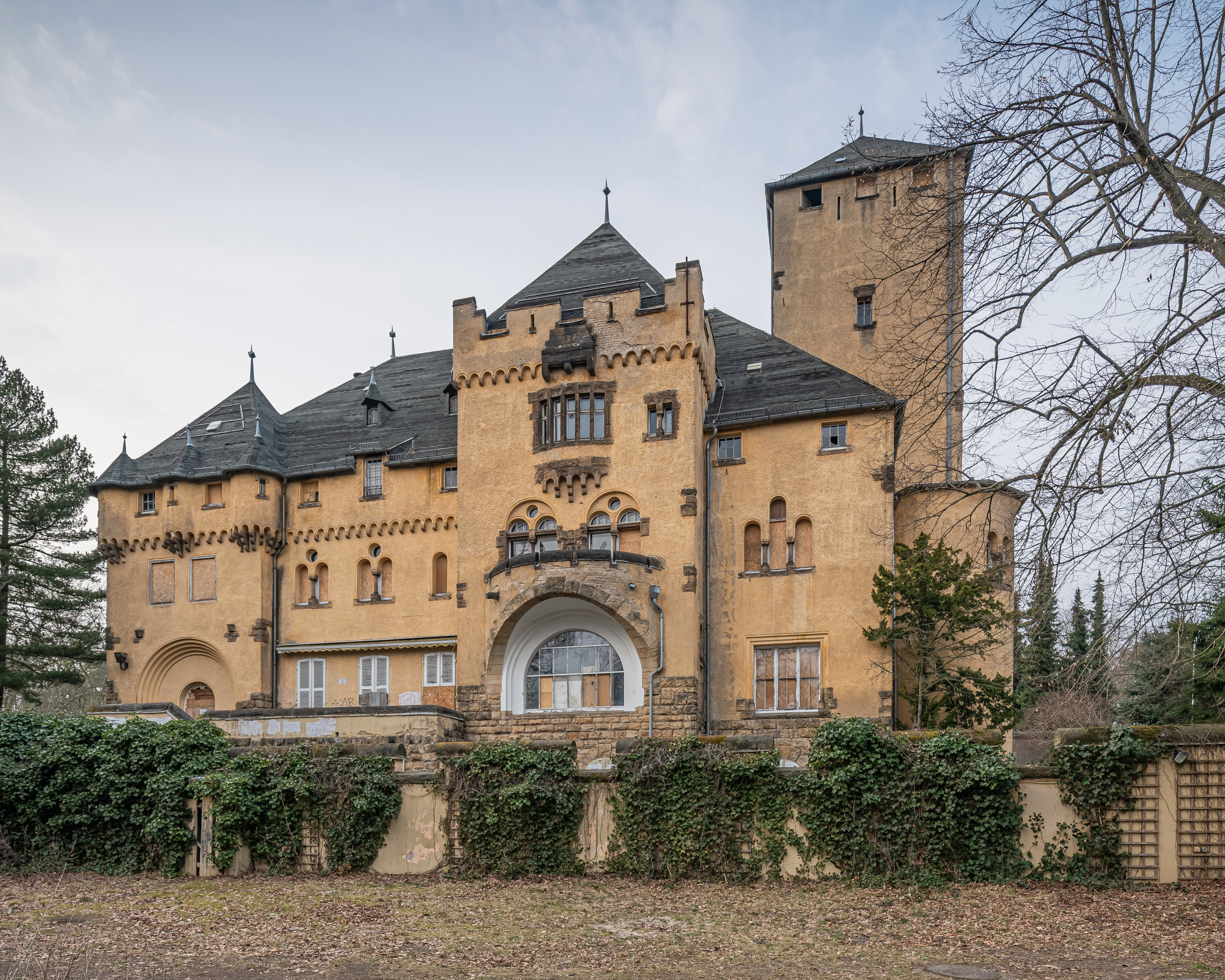
Neue Hakeburg in Kleinmachnow, erbaut 1908

Siehe auch: Gutshof Machnow und Geschichte Kleinmachnows.

### Neuzeit bis 1945

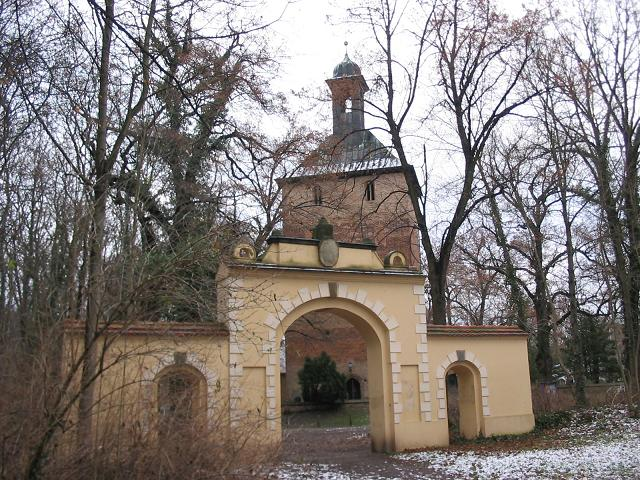
Medusenportal und Dorfkirche

Die amtliche Schreibweise der Gemeinde lautete 1816 Klein Machnow und 1828 Klein-Machnow. Um 1880 bestätigte das Generaladressbuch der Rittergutsbesitzer als amtliche Statistik die damaligen Gebrüder von Hake eine Gutsgröße von 1109 ha Gesamtbesitz. Letzte Gutsbesitzer waren neben Dietloff von Hake (1870–1941) dann auch unter anderem seine Vettern George Erdmann von Hake, sowie dessen Sohn Joachim von Hake, und als Teilhaber der Anverwandte Hans von Zimmermann. Kurz vor der großen Wirtschaftskrise umfasste das Rittergut Kleinmachnow nach der letzten amtlich publizierten Ausgabe des Brandenburgischen Güter-Adressbuch nur noch ganze 270 ha. Das Gut blieb bis 1945 im Besitz der Familie von Hake, die jedoch durch die Aufsiedlung zu Beginn des 20. Jahrhunderts große Teile ihres Gutslandes als Bauland verkaufte. Das Dorf südlich des Machnower Sees war ein Ensemble aus der heute nicht mehr vorhandenen Alten Hakeburg, einem gleichfalls abgetragenen Schloss beziehungsweise Herrenhaus, dem heute denkmalgeschützten Medusenportal, der Kleinmachnower Dorfkirche, der Bäkemühle und einigen Wohnhäusern. 1906 bis 1908 wurde auf dem nördlich des Machnower Sees gelegenen Seeberg die Neue Hakeburg gebaut.
Der Bau des Teltowkanals von 1901 bis 1906 und der Schleuse Kleinmachnow stellte den Wendepunkt in der Entwicklung des Dorfes dar. Die Schleuse galt als große Attraktion und lockte an den Wochenenden viele Berliner Ausflügler in die nahe gelegenen Wirtshäuser. Nachdem sich Ende des 19. und Anfang des 20. Jahrhunderts die Stadt Berlin rapide ausdehnte, rückte Kleinmachnow in das Blickfeld von Erschließungsgesellschaften. Zwischen 1906 und 1910 entstand die Alte Zehlendorfer Villenkolonie. Der Erste Weltkrieg trieb die Baugesellschaften in die Liquidation.
Wegen der guten Bahnverbindung des Bahnhofs Dreilinden zur Berliner Innenstadt, damals Kreuzungspunkt der 1838 eingeweihten Stammbahn mit der 1913 eröffneten Friedhofsbahn, siedelten Berliner in der Nähe des Bahnhofs. Die Kolonie Dreilinden entstand, die später zum Ortsteil von Kleinmachnow werden sollte. Seit Oktober 1905 erreichten die Teltower Kreisbahnen das heutige Gemeindegebiet auf der Südseite der Schleuse Kleinmachnow mit einer normalspurigen, elektrischen Straßenbahn.
Ende der zwanziger und Anfang der dreißiger Jahre wurde Kleinmachnow in westlicher Richtung erschlossen. Im Gegensatz zur Villenkolonie lag der Schwerpunkt jetzt auf dem erschwinglichen Land- und Hauserwerb für mittelständische Familien. Der Bauunternehmer Adolf Sommerfeld erschloss neue Siedlungsgebiete durch standardisierte Einfamilienhäuser in nahezu industrieller Bauweise. Noch heute prägen diese Häuser in der Bürgerhaussiedlung große Teile des Kleinmachnower Erscheinungsbildes. Sommerfeld plante auch einen U-Bahn-Anschluss seiner Siedlung und weiter bis zur Machnower Schleuse. Er hatte schon die heutige U-Bahn Linie 3 bis Krumme Lanke politisch und finanziell vorangetrieben und wollte den Weiterbau bei der BVG durchsetzen, wurde aber aufgrund seiner jüdischen Herkunft gezwungen, Deutschland 1933 zu verlassen. Bis heute ist die Trassenfreihaltung für den geplanten U-Bahnbau an der Karl-Marx-Straße und der Straße Hohe Kiefer gut zu erkennen.
Die Familie von Hake verkaufte 1937 aus Geldnöten die Hakeburg an die Reichspost. Reichspostminister Wilhelm Ohnesorge machte aus der Burg seine Privatresidenz. Ohnesorge war seit Hitlers Machtübernahme im Jahr 1933 Staatssekretär, mit der Mitgliedsnummer 42 „alter Kämpfer“ der NSDAP und Träger des Goldenen Parteiabzeichens.

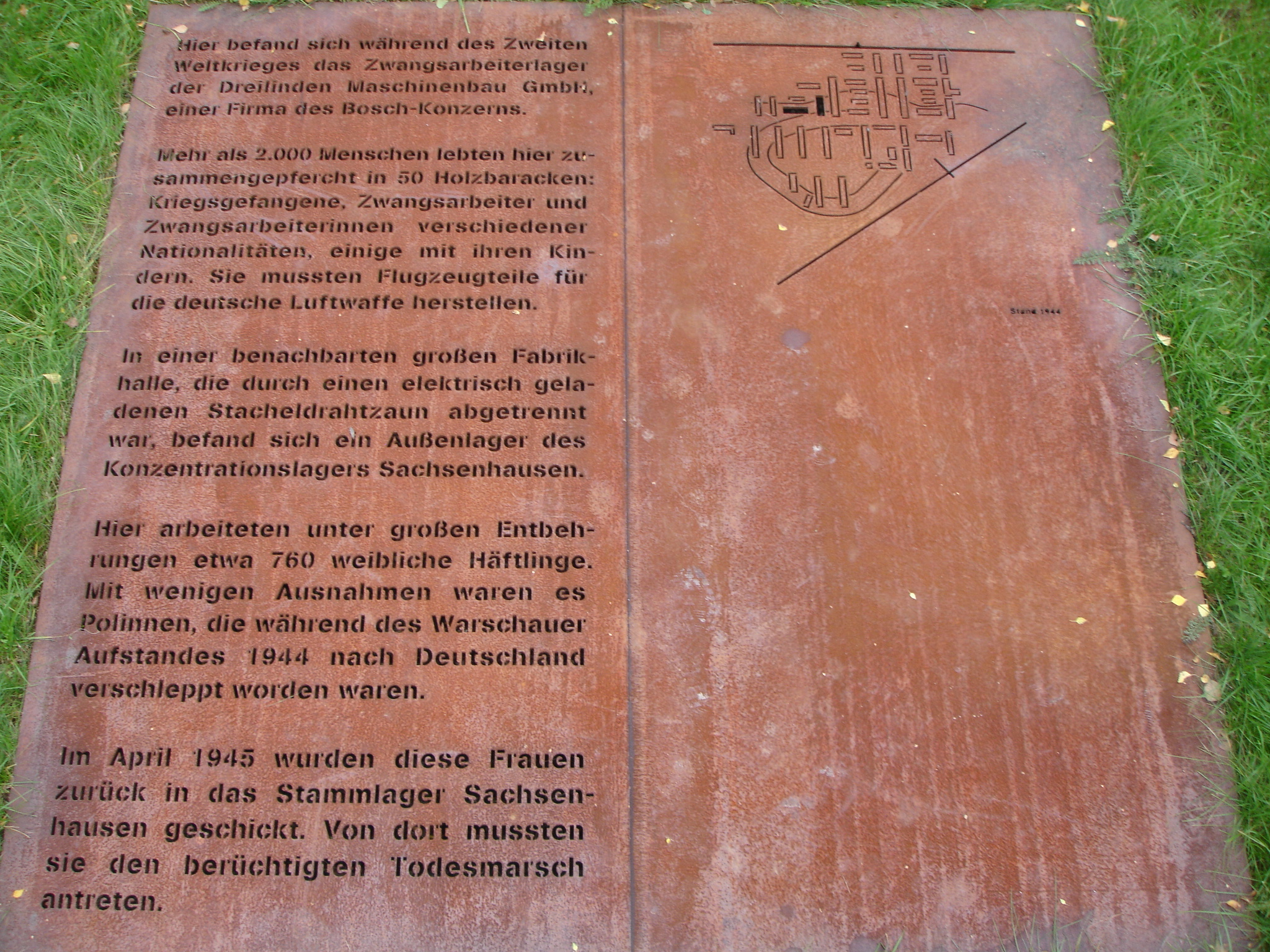
Gedenktafel für Zwangsarbeiter

Der Rüstungsbetrieb Dreilinden Maschinenbau GmbH (DLMG), eine 1935 geschaffene hundertprozentige Tochter von Bosch, stellte u. a. Einspritzpumpen und andere Flugmotorenteile für die Daimler-Benz Motoren GmbH im benachbarten Genshagen her. Auf dem DLMG-Gelände befand sich das KZ-Außenlager Kleinmachnow, in dem bis zu 5000 Menschen gearbeitet haben, davon etwa 2700 Kriegsgefangene, Zwangsarbeiter und KZ-Häftlinge. Etwa 800 Polen wurden während des Warschauer Aufstandes von 1944 verhaftet und in das Lager überstellt. Gegen Kriegsende wurden alle Häftlinge in das KZ Sachsenhausen verlegt und von dort aus auf den berüchtigten Todesmarsch getrieben. Eine Gedenkstätte erinnert an das Arbeitslager und die Geschichte des Ortes.
Von 1939 bis 1943 wurde auf in Kleinmachnow der Neubau für die Forschungsanstalt der deutschen Reichspost errichtet.
Im Zweiten Weltkrieg fielen im Frühjahr 1943 erste Bomben auf Kleinmachnow. Während 1943 Bombenangriffe den Gutshof, die alte Hakeburg und größte Teile des alten Dorfkerns zerstörten, blieben die Schleuse und die neue Hakeburg fast unversehrt.

### Teilung und DDR-Zeit

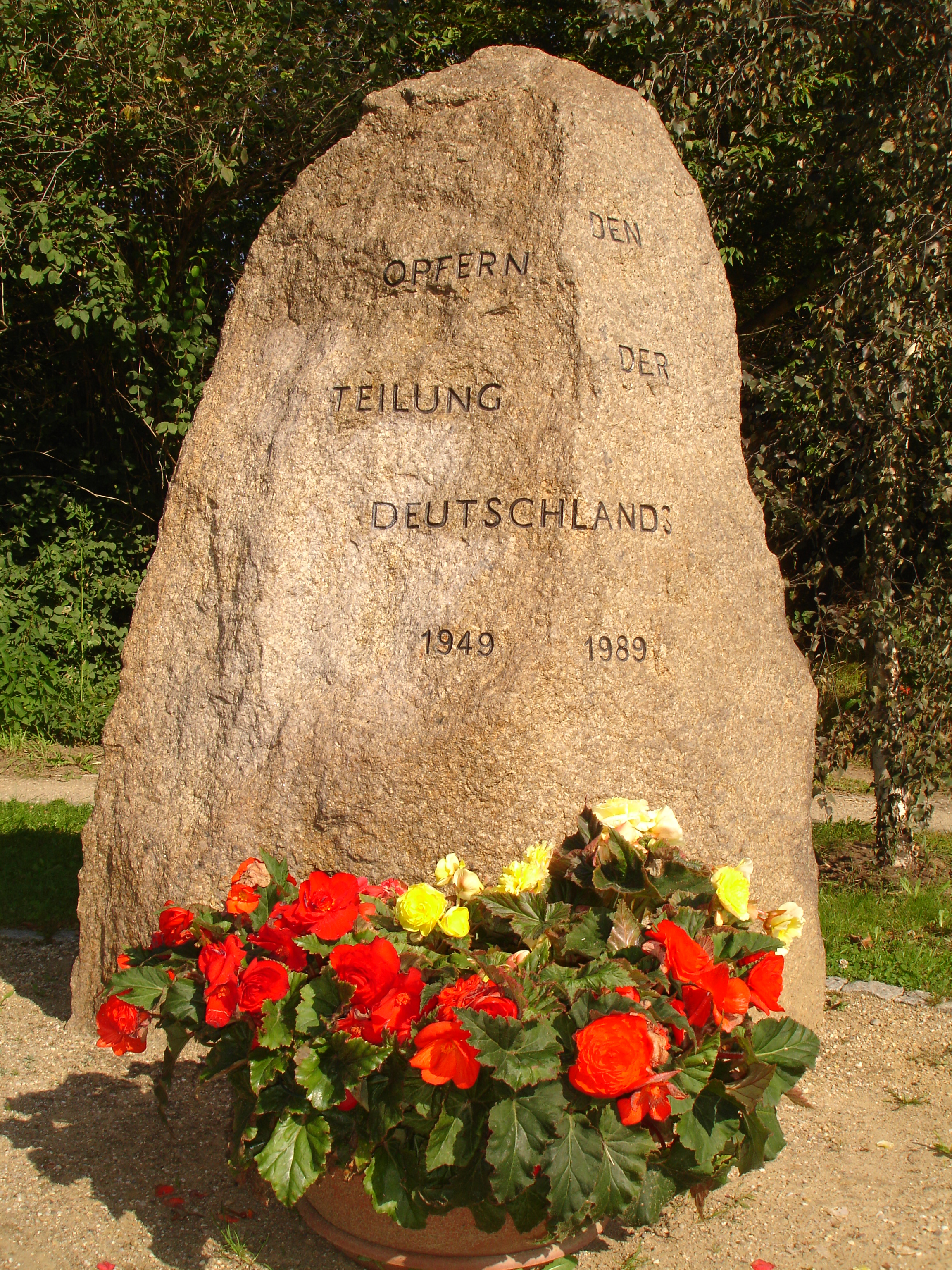
Gedenkstein für Opfer der deutschen Teilung

Im Juni 1946 wurde die Reichspost enteignet und die SED neuer Eigentümer der Hakeburg. Zwischen 1948 und 1954 befand sich auf dem Gelände der Sitz der Parteihochschule „Karl Marx“ der SED. Die Hakeburg entwickelte sich zum ideologischen Zentrum der DDR. 1973/74 richtete das ZK der SED in der Hakeburg zusätzlich eine zentrale Sonderschule ein. Schwerpunkt war die Weiterbildung leitender Kader für Agitation, Propaganda und Kultur und die Qualifizierung von Parteischullehrern. 1979 wurde die Hakeburg neu eingerichtet und 1980 zu einem Gästehaus für Staatsgäste umfunktioniert.
Im September 1952 verfügte das DDR-Regime wegen der Grenznähe erhebliche Verkehrsbeschränkungen und reduzierte den Übergang nach West-Berlin über den Grenzübergang Düppel massiv. Dagegen protestierten am 30. Oktober rund 2000 Kleinmachnower in einer Gemeindeversammlung. In einer Resolution von Bürgern an den DDR-Ministerpräsidenten Otto Grotewohl wurde die Zurücknahme der Maßnahmen und die Benennung der Verantwortlichen gefordert. Auf Weisung der SED wurden neun der Unterzeichner angeklagt und in einem politischen Schauprozess als „Schädlinge und Saboteure“ zu insgesamt 46 Jahren Zuchthaus verurteilt, ihr Vermögen wurde enteignet.
Das autoritäre Regime in der sowjetischen Besatzungszone und späteren DDR vor dem Hintergrund des Kalten Krieges führte bis 1961 zu einem erheblichen Bevölkerungsverlust durch Flucht.
Nach dem Mauerbau 1961 bildete der größere Teil der Kleinmachnower Gemarkungsgrenze die Grenze nach West-Berlin; deswegen durften nur linientreue Parteigenossen nach Kleinmachnow ziehen, von denen das Regime annahm, dass sie keine Flucht aus der DDR planten, und die Wohnbebauung an der Grenze war nur unter strenger Zugangsbeschränkung erreichbar. Mit dem Mauerbau wurde Dreilinden von Berlin-Wannsee abgetrennt und Ortsteil von Kleinmachnow. Im Jahr 1969 wurde die ursprüngliche Streckenführung der 1940 gebauten Autobahn wegen des Grenzverlaufs neu trassiert.
Auf der heutigen Gemarkung Dreilinden befand sich enklavenähnlich, militärisch gesichert, die Grenzübergangsstelle Drewitz und auf der heutigen Autobahn 115 der Alliierten-Übergang Checkpoint Bravo zwischen West-Berlin und der DDR. In Kleinmachnow war das Grenzregiment 42 „Fritz Perlitz“ stationiert, das über Jahrzehnte zahlreiche Menschen gewaltsam am Grenzübertritt hinderte. Bei dem Versuch, von der DDR oder Ost-Berlin über die Mauer nach West-Berlin zu gelangen, verloren bis zum Fall der Mauer 1989 über 120 Menschen ihr Leben. Darunter befanden sich vier Kleinmachnower Maueropfer. Am Adam-Kuckhoff-Platz, dem heutigen Wochenmarkt, erinnert ein Gedenkstein an die Opfer der deutschen Teilung.

### Nach 1990
1990 standen mehr als die Hälfte der Wohnungen und Grundstücke unter staatlicher Zwangsverwaltung, was in der DDR bei sogenannten Westgrundstücken der Regelfall war. Die Auseinandersetzungen zwischen den Eigentümern, die, dem Prinzip Rückgabe vor Entschädigung folgend, die Rechte an ihren Grundstücken und Häusern nun wieder ausüben konnten, und den Mietern, machten Anfang der 1990er Jahre viele Schlagzeilen. Schon 1990 wurde denn auch in Kleinmachnow der erste Mieterbund in Brandenburg und die Bürgerbewegung und Partei Kleinmachnower Bürger gegen Vertreibung gegründet, die 1994 bei Wahlen 25 Prozent der Stimmen erhielt. Die Erschließung eines Baugebietes südlich des Stolper Wegs und die vergünstigte Abgabe des Baulandes an Alt-Kleinmachnower entschärfte die aufgeheizte Atmosphäre.

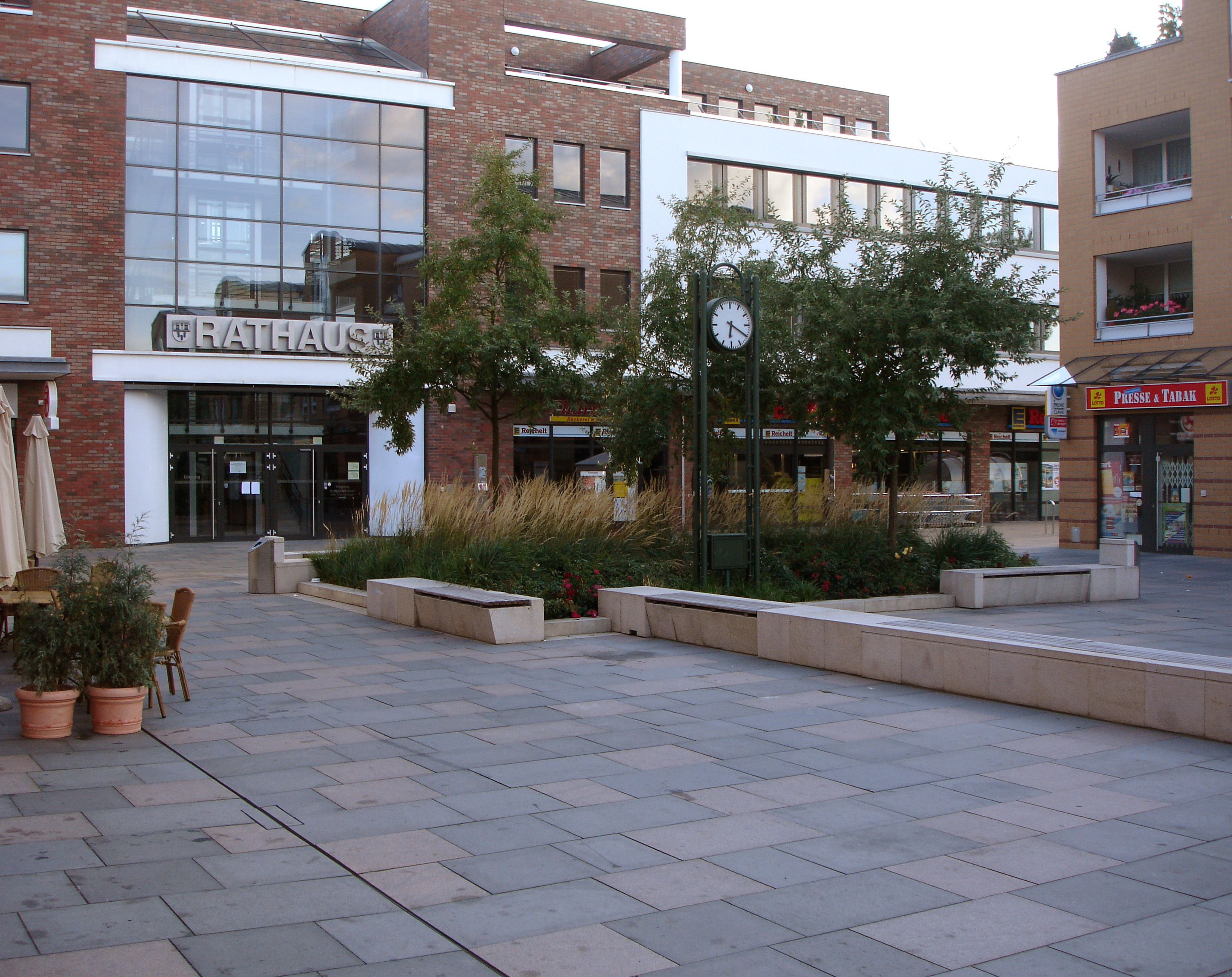
Rathausmarkt

Ab Mitte der neunziger Jahre eröffneten verteilt über den Ort zahlreiche neue Geschäfte: 1993 das Fuchsbau-Eck; 1995 der Neubaukomplex am Uhlenhorst; 1996 der Wochenmarkt auf dem Adam-Kuckhoff-Platz, dem einstigen Kontrollpunkt Düppel; 1997 der Wohn- und Geschäftskomplex am OdF-Platz und 2002 neue Geschäfte am Meiereifeld/Thomas-Müntzer-Damm. Durch den Bau eines neuen Rathauses mit Wohn- und Geschäftsbebauung an der Förster-Funke-Allee entstand im April 2004 der Rathausmarkt, welcher ein neuer Ortsmittelpunkt und ein Zeichen für den Willen am modernen Bau ist. Der Bodenrichtwert lag Anfang 2013 zwischen 210 und 300 Euro je Quadratmeter. Kleinmachnow ist geprägt durch den hohen Anteil von zirka 75 Prozent Einfamilienhäusern und 16 Prozent Zweifamilienhäusern.

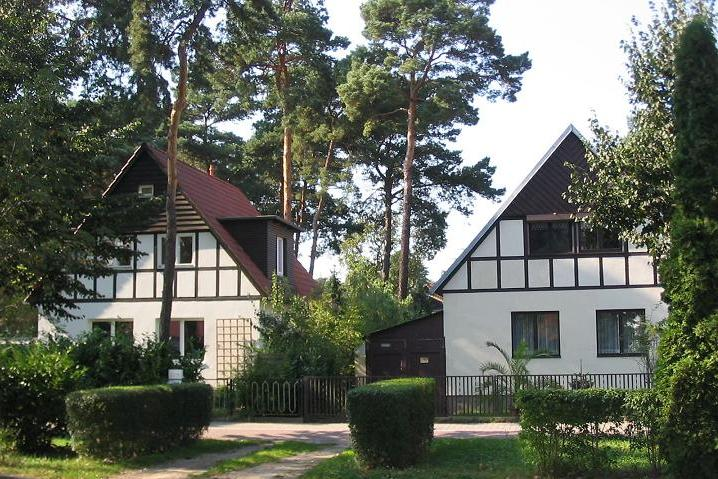
Bürgerhaus in Sommerfeld-Siedlung

Über die Eigentumsverhältnisse von rund 1.000 Grundstücken in der Sommerfeld-Siedlung wird seit 1997 ein Rechtsstreit geführt, der einer der größten vermögensrechtlichen Fälle in Deutschland ist. 1927 gründete Adolf Sommerfeld, ein jüdischer Bauunternehmer, eine Siedlungsgesellschaft. Im April 1933 flüchtete er wegen eines Überfalls von Nationalsozialisten aus Deutschland, seine Firma wurde „arisiert“. Gegen die Rückgabe des Betriebes 1950 ohne die Grundstücke klagte die Jewish Claims Conference und verkaufte später wegen vermeintlich geringer Erfolgschancen die Ansprüche an den Berliner Rechtsanwalt Christian Meyer. Dieser führte mehrere Gerichtsverfahren und konnte in Einzelfällen eine Rückübertragung oder außergerichtliche Einigungen erreichen. Es soll sich um Immobilien im Verkehrswert von rund 45 Millionen Euro handeln. Das Bundesverwaltungsgericht hat 2006 in einem Fall Revision gegen ein Verwaltungsgerichtsurteil zugelassen, in einem anderen Fall nicht. Im Jahr 2007 lehnte das Bundesverwaltungsgericht eine Rückübertragung ab, weil die späteren Besitzer die Häuser nicht von der Privatperson Sommerfeld, sondern vom Siedlungsunternehmen zu einem üblichen Preis gekauft hatten. Eine beim Bundesverfassungsgericht geführte Verfassungsbeschwerde wurde im September 2009 nicht zur Entscheidung angenommen.

## Bevölkerungsentwicklung
Bis zum Ersten Weltkrieg blieb der Charakter eines Gutsdorfes vor den Toren Berlins weitgehend erhalten. Die Bevölkerungszahl lag unterhalb von 450 Einwohnern. Durch die Besiedlung in Dreilinden und im Nordosten sowie insbesondere infolge der Errichtung der Bürgerhaussiedlung durch Adolf Sommerfeld im Nordwesten stieg die Bevölkerungszahl sprunghaft von 944 Einwohnern im Jahr 1926 auf 5.900 im Jahr 1935 und auf 12.565 im Jahr 1939 an.
Der erhebliche Bevölkerungsverlust durch Flucht in die Bundesrepublik bis 1961 wurde durch den Zuzug neuer Bürger ausgeglichen. Nach der Wiedervereinigung hielt sich die Bevölkerungszahl bis 1995 auf konstantem Niveau. Aufgrund der verstärkten Klärung von Rückgabeansprüchen von Alt-Eigentümern und der attraktiven Lage von Kleinmachnow kam es ab Mitte der neunziger Jahre bis heute fast zu einer Verdopplung der Einwohnerzahl.
| Jahr | Einwohner |
| ---- | --------- |
| 1875 | 00 176    |
| 1890 | 00 181    |
| 1910 | 00 401    |
| 1925 | 00 840    |
| 1933 | 03.589    |
| 1939 | 12.565    |

| Jahr | Einwohner |
| ---- | --------- |
| 1946 | 11.792    |
| 1950 | 13.743    |
| 1964 | 13.817    |
| 1971 | 14.304    |
| 1981 | 13.159    |
| 1985 | 12.435    |

| Jahr | Einwohner |
| ---- | --------- |
| 1990 | 11.613    |
| 1995 | 11.283    |
| 2000 | 15.796    |
| 2005 | 18.367    |
| 2010 | 19.890    |
| 2015 | 20.655    |

| Jahr | Einwohner |
| ---- | --------- |
| 2020 | 20.406    |
| 2021 | 20.136    |
| 2022 | 19.455    |
| 2023 | 19.299    |
| 2024 | 19.274    |

Gebietsstand des jeweiligen Jahres, Einwohnerzahl: Stand 31. Dezember (ab 1991) ab 2011 auf Basis des Zensus 2011, ab 2022 auf Basis des Zensus 2022

## Religion

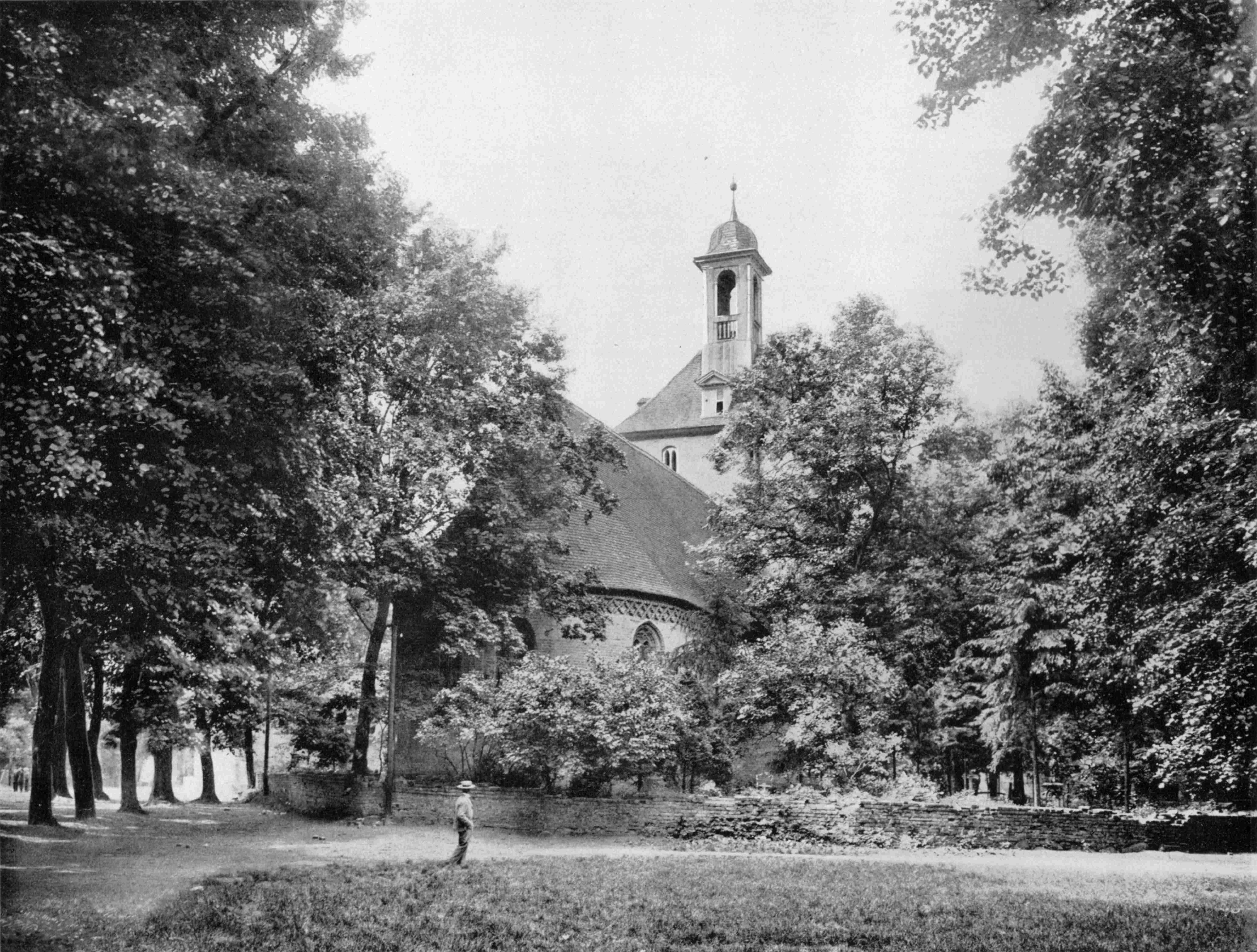
Alte Dorfkirche von 1597, Foto um 1900

1539 führte der Kurfürst von Brandenburg Joachim II. die Reformation ein. Danach war Brandenburg über Jahrhunderte eine überwiegend protestantisch geprägte Region. Vorherrschend war das lutherische Bekenntnis neben der reformierten Kirche. Die Familie von Hake hatte sich 1539 noch vor dem Kurfürsten vom katholischen Glauben losgesagt.
Die alte Dorfkirche wurde 1597 als eine der ersten evangelischen Kirchenbauten in der Mark Brandenburg fertiggestellt. Anfangs gehörte sie zum Grundbesitz der Familie von Hake. Als Kleinmachnow in den 1920er und 1930er Jahren expandierte, wurde im Jägerstieg ein Gemeindehaus gebaut, welches 1953 zur Auferstehungskirche erweitert wurde. Die Evangelische Auferstehungs-Kirchengemeinde ist stark gewachsen und zählt zirka 5.400 Mitglieder (Stand August 2012).
Neben der landeskirchlichen Gemeinde gab es seit 1922 die Evangelisch-Lutherische Freikirche im ehemaligen Seemannserholungsheim am Zehlendorfer Damm mit zirka 70 Mitgliedern. Sie wurde 1871 gegründet und nennt sich seit Mai 2007 Paul-Gerhardt-Gemeinde der Evangelisch-Lutherischen Freikirche. Mit dem Verkauf des Grundstücks an den Rapper Bushido stellte die Gemeinde die Gottesdienste am Ort ein. Der für Brandenburg zuständige Pfarrer lebt weiter in Kleinmachnow, die Gottesdienste wurden nach Teltow verlegt.

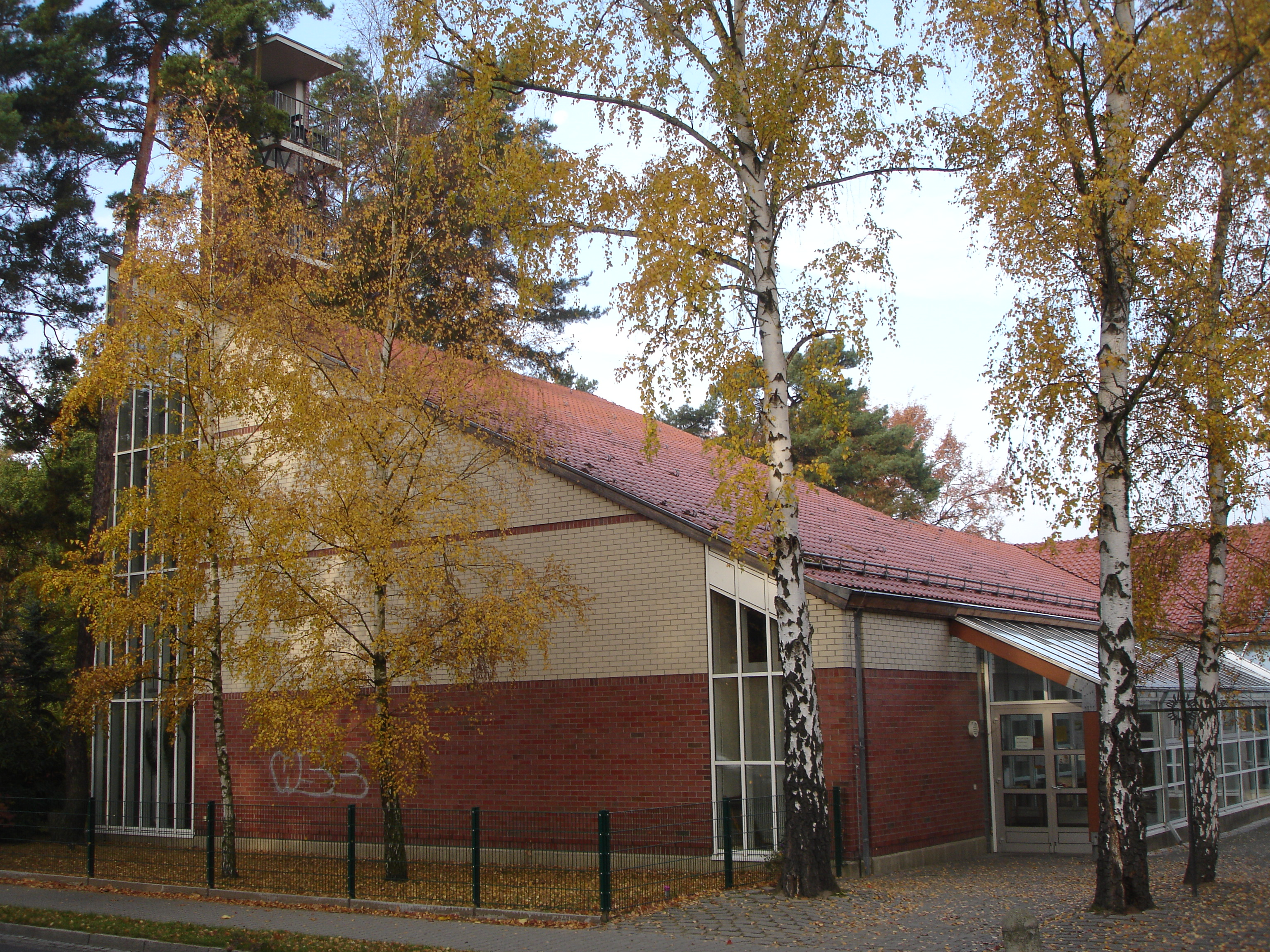
St. Thomas Morus

Mit dem Bau des Teltowkanals kamen viele Arbeiter aus katholischen Regionen des Deutschen Reiches, vor allem aus Oberschlesien. So entstand nach 350-jähriger Unterbrechung eine neue katholische Gemeinde. Sie erhielt ihre erste Organisation in dem im Jahr 1905 gegründeten Arbeiterverein. Bis zur Fertigstellung der ersten Notkirche in Teltow 1920 vergingen noch 15 Jahre. Für Kleinmachnow und Stahnsdorf wurde 1935 im Kleinmachnower Schleusenrestaurant die erste Heilige Messe gehalten. 1948 wurde die Notkirche St. Thomas Morus fertig gestellt und 1960 Kleinmachnow zur Pfarrei erhoben. Die heutige Kirche an der Hohen Kiefer wurde 1992 geweiht. Seit 2003 gehören die Katholiken der Region in Stahnsdorf, Kleinmachnow, Teltow und Großbeeren zur Gemeinde Sanctissima Eucharistia mit den Kirchen St. Thomas Morus in Kleinmachnow und Ss. Eucharistia in Teltow.
Andere Religionen sind kaum vorhanden. Die Gemeinschaft Christliche Wissenschaft ist in Kleinmachnow mit einer von 80 Gemeinden in Deutschland vertreten. Sie feiert Gottesdienste in der Musikschule Engelbert Humperdinck am Weinberg. Eine muslimische oder jüdische Gemeinde gibt es in Kleinmachnow nicht.

## Politik

### Gemeindevertretung
Die Gemeindevertretung von Kleinmachnow besteht aus 28 Gemeindevertretern und dem hauptamtlichen Bürgermeister. Die vergangenen drei Wahlen führten zu folgenden Ergebnissen:
| Partei / Wählergruppe                                | Stimmenanteil 2014 | Sitze 2014 |        | Stimmenanteil 2019 | Sitze 2019 |    | Stimmenanteil 2024 | Sitze 2024 |
| CDU                                                  | 23,8 %             | 7          | 19,1 % | 5                  | 23,3 %     | 7  |                    |            |
| Bündnis 90/Die Grünen                                | 18,1 %             | 5          | 24,6 % | 7                  | 21,7 %     | 6  |                    |            |
| SPD                                                  | 22,0 %             | 6          | 19,0 % | 5                  | 21,3 %     | 6  |                    |            |
| AfD                                                  | 04,3 %             | 1          | 05,8 % | 2                  | 08,4 %     | 2  |                    |            |
| Bürger für gute Lebensqualität in Kleinmachnow (BiK) | 06,8 %             | 2          | 09,4 % | 3                  | 07,3 %     | 2  |                    |            |
| Die Linke                                            | 12,1 %             | 3          | 08,8 % | 3                  | 07,1 %     | 2  |                    |            |
| FDP                                                  | 04,9 %             | 1          | 07,2 % | 2                  | 06,9 %     | 2  |                    |            |
| BVB / Freie Wähler                                   | –                  | –          | –      | –                  | 03,5 %     | 1  |                    |            |
| Einzelbewerberin Hilke Masche                        | –                  | –          | –      | –                  | 00,5 %     | –  |                    |            |
| PRO Kleinmachnow                                     | 03,8 %             | 1          | 03,3 % | 1                  | –          | –  |                    |            |
| Piratenpartei                                        | 01,6 %             | 1          | 01,4 % | –                  | –          | –  |                    |            |
| Einzelbewerberin Viktoria Brammer                    | 02,6 %             | 1          | 01,3 % | –                  | –          | –  |                    |            |
| Insgesamt                                            | 100 %              | 28         | 100 %  | 28                 | 100 %      | 28 |                    |            |

Bei der Wahl im Oktober 2003 waren die zahlreichen neu hinzugezogenen Einwohner erstmals zu über 50 % für die Wahl der Mitglieder der Gemeindevertretung verantwortlich. Der erhebliche Zuzug im Ort beeinflusste die politische Ausrichtung; anders als in Teilen Brandenburgs konnten Bündnis 90/Die Grünen in das Parlament einziehen, während Die Linke (früher PDS) an Einfluss verlor. Die CDU stand in der Gunst ungefähr gleichauf mit der SPD, die seit 1990 den Bürgermeister stellt.

### Bürgermeister
- 1920–1933: Heinrich Funke[41]
- 1933–1934: Leo Handy (1881–1949) (seit 1. Mai 1933 NSDAP)[42]
- 1935–1945: Erich Engelbrecht (NSDAP)[41]
- 1945–1946: Ernst Lemmer (CDU)[41]
- 1948–1950: Friedrich Gellert (SED)[41]
- 1951: Gerhard Juhr (SED)
- 1951–1952: Fritz Liebenow (SED)
- 1952–1960: Walter Schuch (SED)[41]
- 1961–1962: Antonie Stemmler (SED)
- 1990–1994: Klaus Nitzsche (SPD)
- 1994–2009: Wolfgang Blasig (SPD), Rücktritt wegen Wahl zum Landrat des Landkreises Potsdam-Mittelmark
- 2009–2025: Michael Grubert (SPD)
- ab 2025: Bodo Krause (CDU)

Grubert wurde in der Bürgermeisterwahl am 27. November 2016 mit 57,8 % der gültigen Stimmen in seinem Amt bestätigt.
Bei der Bürgermeisterstichwahl am 16. Februar 2025 wurde Krause mit 55,6 % der gültigen Stimmen zu seinem Nachfolger gewählt. Er wurde von der FDP unterstützt. Die Wahlbeteiligung lag bei  64,8 %. Seine Amtszeit beträgt acht Jahre.

### Zusammenarbeit mit Nachbargemeinden
Eine Fusion der Gemeinden Kleinmachnow, Stahnsdorf und Teltow wurde schon 1967 in der DDR angedacht. Ab 1972 bildete die Region verwaltungsorganisatorisch einen Gemeindeverband, in dem die drei Gemeinden ihre rechtliche Eigenständigkeit behielten. Seit der deutschen Einheit 1990 hält die Diskussion um die geeignete funktionale Struktur an. Dabei schwankt das Spektrum der Meinungen zwischen informeller Zusammenarbeit, vertraglich vereinbarter Kooperation und Fusion zur Großgemeinde. Von der in den Jahren 2000 bis 2003 in Brandenburg durchgeführten Gemeindegebietsreform blieb Kleinmachnow unberührt.
Die Diskussion wird durch die Verabschiedung des Landesentwicklungsplanes Berlin-Brandenburg 2009 belebt, der ein neues zweistufiges System der zentralen Orte für Brandenburg mit vier Oberzentren und 50 Mittelzentren vorsieht. Der Entwicklungsplan weist von den drei Gemeinden nur Teltow als Mittelzentrum aus, was für Stahnsdorf und Kleinmachnow reduzierte Fördermittel bedeutet. Ein Ergebnis der seit Jahren geführten politischen Diskussion ist nicht zu erkennen.
Die Kommunen Kleinmachnow, Teltow und Stahnsdorf gründeten 1999 die kommunale Arbeitsgemeinschaft Der Teltow (KAT). Diese soll eine Vertiefung der gemeindeübergreifenden Zusammenarbeit in den Bereichen räumliche Entwicklungsplanung, Verkehr und Verwaltungstätigkeit sowie in den sozialen, gesundheitlichen, kulturellen, schulischen und sportlichen Einrichtungen erreichen. In grundlegender und struktureller Hinsicht konnte die KAT die Region bislang nicht prägen. Seit April 2013 sind die drei Kommunen Gesellschafter der Freibad Kiebitzberge GmbH, die das auf Kleinmachnower Gebiet liegende Freibad betreibt.
Der Teltowkanal bildet die Grenze zwischen den Gemeinden Kleinmachnow, Stahnsdorf und Teltow sowie Berlin und Potsdam. Er wird bisher wenig für Naherholung, Freizeit und Wassersport genutzt. Die Interessengemeinschaft Teltowkanalaue strebt die Neuanlage durchgängiger Wander- und Radwege zwischen dem S-Bahnhof Teltow-Stadt und dem Potsdamer S-Bahnhof Griebnitzsee an. Durch die Anlage eines interkommunalen Grünzugs sollen Gemeindegrenzen überwunden und die regionale Zusammenarbeit der drei Gemeinden gestärkt werden. Die Teltowkanalaue ist integraler Bestandteil des räumlich übergreifenden Regionalparks TeltowPark.

### Wappen
| Wappen von Kleinmachnow | Blasonierung: „Geteilt von Blau und Silber, oben ein silbernes rotbedachtes Schleusengebäude mit drei schwarzen Schleusentoren, das mittlere aufgezogen; unten drei schwarze Mauerhaken, der linke gegengewendet.“ |
| Wappen von Kleinmachnow | Wappenbegründung: Versuche der Nationalsozialisten, das Wappen zu verändern, schlugen fehl. Sie wollten in dem freien Raum zwischen den beiden Schleusentoren ein Hakenkreuz anbringen. Das Wappen stellt im oberen Teil das Tor der Schleuse Kleinmachnow dar, im unteren Teil die drei Gemshörner (Haken) aus dem Wappen derer von Hake. Das Wappen wurde am 6. Februar 1937 durch den Oberpräsidenten der Provinz Brandenburg verliehen. Das vom Erfurter Heraldiker Frank Diemar überarbeitete Wappen wurde am 7. Januar 1994 durch das Ministerium des Innern bestätigt. |

### Flagge
Die Flagge ist Blau-Weiß-Blau (1:4:1) gestreift und mittig mit dem Gemeindewappen belegt.

### Dienstsiegel
Das Dienstsiegel zeigt das Wappen der Gemeinde mit der Umschrift: „GEMEINDE KLEINMACHNOW • LANDKREIS POTSDAM-MITTELMARK“.

### Gemeindepartnerschaft

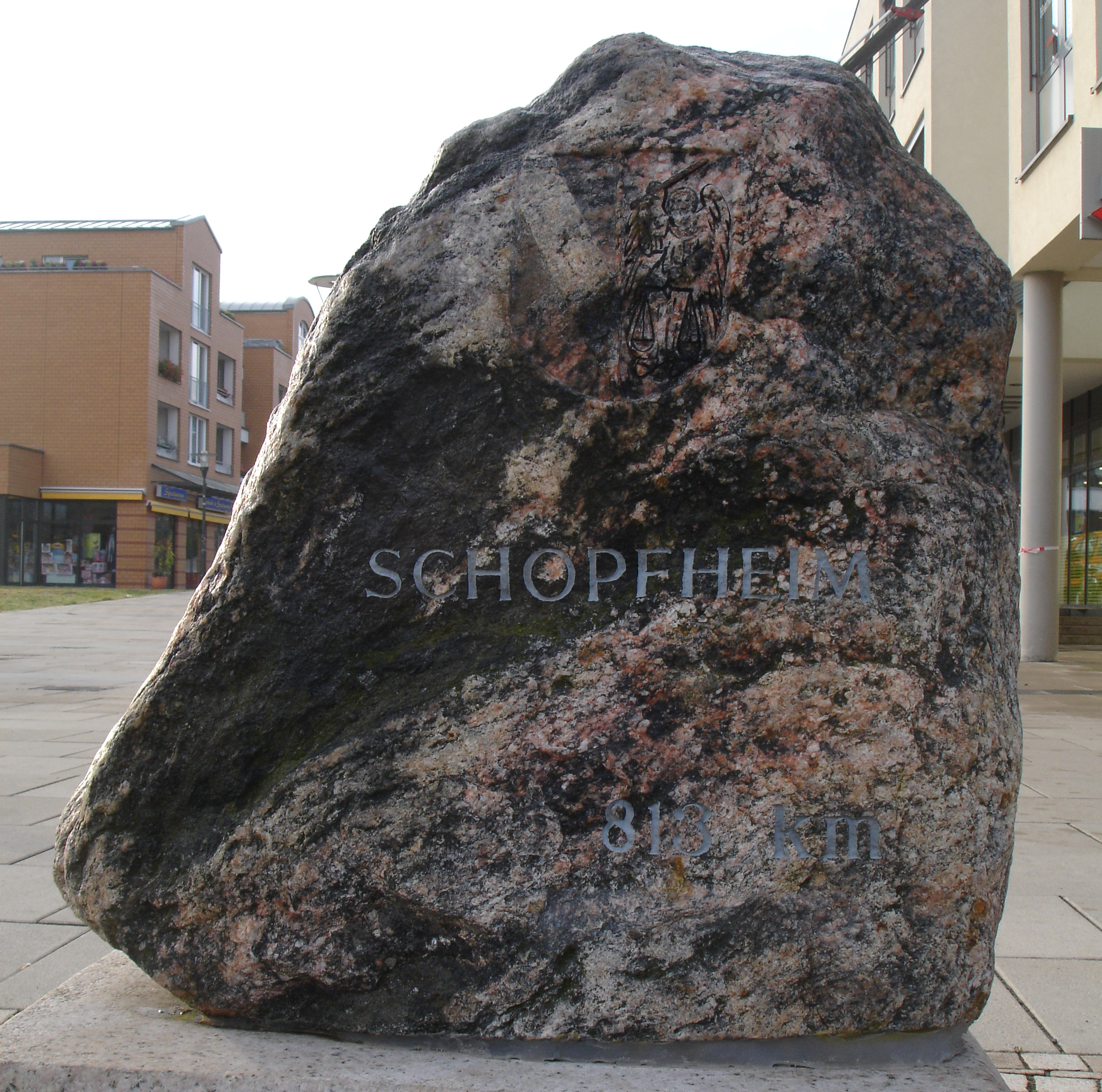
Meilenstein

Kleinmachnow unterhält seit 1996 partnerschaftliche Beziehungen zur baden-württembergischen Stadt Schopfheim. Die Wurzeln dieser Partnerschaft gründen auf den Kontakten der evangelischen Kirchen beider Orte seit 1948. Auch zu Zeiten der deutschen Teilung hielt diese Verbindung. So kam 1971 erstmals ein Treffen zweier Gruppen aus den Kirchengemeinden in Ost-Berlin zustande.
Als Gastgeschenk der Schopfheimer zum zehnjährigen Partnerschaftsjubiläum im Juni 2006 schmückt ein Meilenstein mit Wappen und Entfernungsangabe den Eingang zum Rathausmarkt.

## Sehenswürdigkeiten und Kultur
In der Liste der Baudenkmale in Kleinmachnow und in der Liste der Bodendenkmale in Kleinmachnow stehen die in der Denkmalliste des Landes Brandenburg eingetragenen Kulturdenkmale.

### Bauwerke

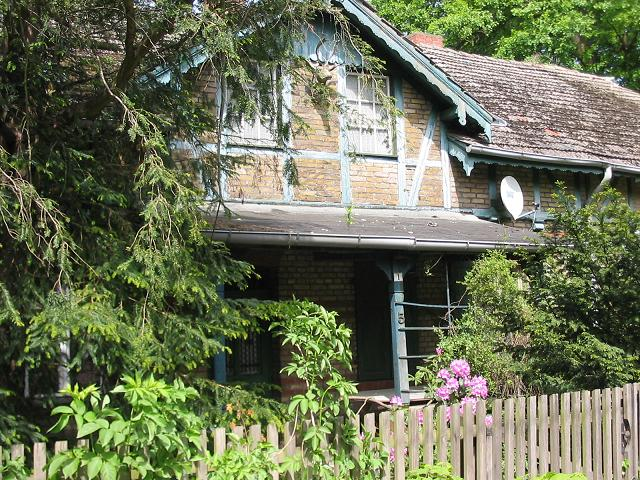
Historisches Forsthaus

Am Lauf der Bäke, südlich des Machnower Sees befinden sich zahlreiche Bauwerke, deren Geschichte mit der Familie von Hake verbunden sind: das Medusentor zum ehemaligen Hake’schen Gutshof, die Bäkemühle, die Dorfkirche und das alte Forsthaus. Auf dem Seeberg am Nordufer des Machnower Sees liegt die vom Architekten Bodo Ebhardt entworfene neue Hakeburg, die einen Panoramablick über den See und das Bäketal bietet.
Der Teltowkanal ist eine 37 Kilometer lange künstliche Wasserstraße und verbindet die Havel bei Potsdam mit der Dahme in Berlin-Grünau. Westlich des Machnower Sees, den der Teltowkanal durchfließt, liegt die Schleuse Kleinmachnow. Die 1993 von einem Lastschiff schwer beschädigte alte Schleusenbrücke wurde 2005 durch einen Neubau ersetzt.

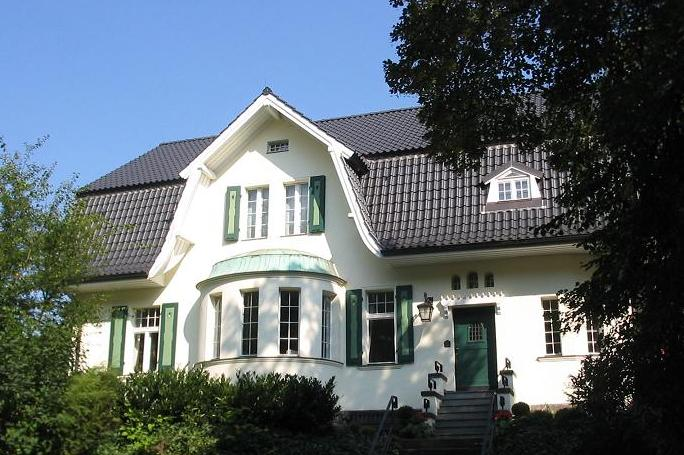
Ehemaliges Landhaus Koch

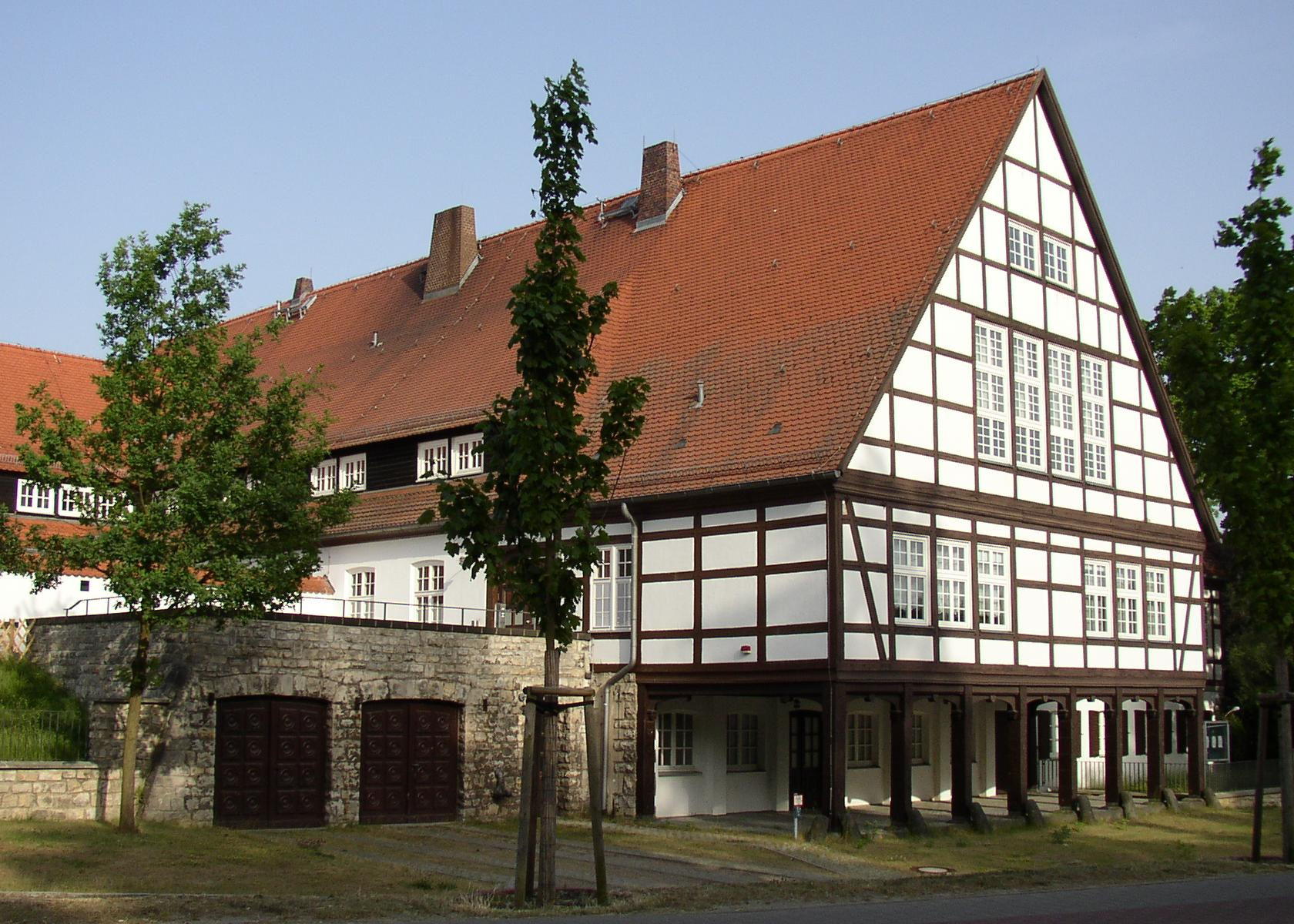
Vorlaubenhaus

Das Weinbergviertel mit drei Straßenzügen liegt neben dem alten Dorfkern mit der Dorfkirche. Mehrere Häuser des Viertels stehen unter Denkmalschutz, darunter das um 1936 von Egon Eiermann erbaute Wohnhaus für den Schauspieler Paul Henckels und die 1906 vom Maurermeister Fritz Schirmer erbaute Landhausvilla für den Dorfschullehrer Koch. Die 2005 gegründete Bürgerinitiative Weinberg sind Wir setzt sich für den Erhalt der Natursteinpflasterbeläge auf Straßen und Gehwegen ein. Im Januar 2006 hat das Denkmalamt des Landes Brandenburg die gesamte Straßenanlage im Weinberg-Viertel unter Schutz gestellt und in die Denkmalliste des Landes eingetragen.
Prächtige Villen wie die Villa Elisabeth und die Villa Medon zeugen von den frühen Landhausbauten in der Alten Zehlendorfer Villenkolonie. Die Villa Medon wurde 1906 nach Plänen des Berliner Architekten Max Welsch erbaut. Bauherr war Hofbrunnenbaumeister Gustav Georg Medon (1859–1913), Sohn des Berliner Königlichen Tänzers und Tanzlehrers Gustav Medon (1823–1905).
Auf dem Waldfriedhof Kleinmachnow sind zahlreiche Persönlichkeiten bestattet, die überregional bekannt sind.
An der Autobahn 115 steht in unmittelbarer Nähe zur ehemaligen DDR-Grenze und vor der damaligen Grenzübergangsstelle Drewitz eine Stele (Foto), die das DDR-Staatswappen trug. Kurz danach befindet sich von Berlin kommend links hinter einer Lärmschutzwand ein Betonsockel, der eine rosafarbene Schneefräse (Foto) trägt. Bis zur Wiedervereinigung stand auf dem Sockel ein sowjetischer Panzer (T34) als Siegessymbol der Roten Armee über das Dritte Reich. Von der ehemaligen Grenzübergangsstelle im Ortsteil Dreilinden sind der Kommandantenturm sowie Teile des Abfertigungsgebäudes erhalten. Der 1998 gegründete Verein CHECKPOINT BRAVO e. V. fördert die Restaurierung, Ausbau und Pflege des denkmalgeschützten Turms. Der Turm wurde im Jahr 2007 grundlegend saniert und beinhaltet eine Dauerausstellung, die an die Geschichte der deutschen Teilung erinnert.

### Natur und Naturdenkmäler
Kleinmachnow ist eine „Wohngemeinde im Grünen“. Der Anteil der Wohngebiete an der Gemeindefläche beträgt 45 %. 40 % der Fläche stehen als Wald, Sport-, Grün-, Wasser- oder Biotopfläche der Erholung zur Verfügung. Der Anteil der Straßen, Gewerbe- und Sondergebiete ist mit 15 % vergleichsweise klein. Der Wille vieler Bürger, den grünen Charakter der Gemeinde zu erhalten, fand ab 1990 seinen Ausdruck in der Unterschutzstellung des Bannwaldes, der Kiebitzberge, dem Buschgraben und dem Bäketal. Er drückt sich ebenfalls in der strengen Gehölzschutzsatzung aus, die dagegen gerichtete Normenkontrollklage wurde abgewiesen.
Auf dem ehemaligen Grenzstreifen liegt im äußersten Osten von Kleinmachnow der Buschgraben mit Buschgrabensee und dem Feuchtgebiet am Erlenweg. Der 1926 angelegte Buschgrabensee war nach dem Zweiten Weltkrieg ein Torfstich und diente später als Regenwasserrückhaltebecken. Bei dem Feuchtgebiet am Erlenweg handelt es sich um einen verlandeten Rinnensee. Da beide Gebiete durch die Grenzanlagen zwischen 1961 und 1990 nicht zugänglich waren, konnte sich die Natur ungestört entwickeln. Eine Fülle von Pflanzenarten und über 70 Vogelarten konnten sich entwickeln. 259 Schmetterlingsarten leben hier, und über 300 Pflanzenarten sind nachgewiesen worden.

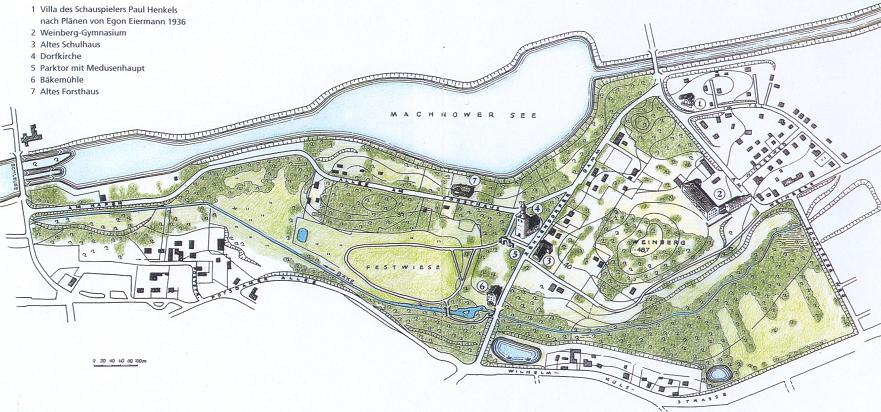
Bäketal Kleinmachnow

Die Wiesen im Landschaftsschutzgebiet am Weinberg sind ein Quellgebiet der Bäke. Auf seinem Verlauf von rund drei Kilometern durch das Bäketal Kleinmachnow gewinnt dieses Teilstück des Fließes ein beträchtliches Wasservolumen, das ganzjährig einen fließenden Bach bilden lässt. Da der Verlauf des Teltowkanals hier durch den Machnower See hindurch begradigt wurde, ist dieser Bäketeil nahezu in seiner ursprünglichen Lage erhalten und mit Teilen seiner ursprünglichen Vegetation wie sumpfigen Feuchtwiesen und Auenwäldern als Naturschutzgebiet Bäketal ausgewiesen. 87 Vogelarten wurden gezählt. Davon brüten 59 Arten, von denen 11 Arten besonders schützenswert sind.

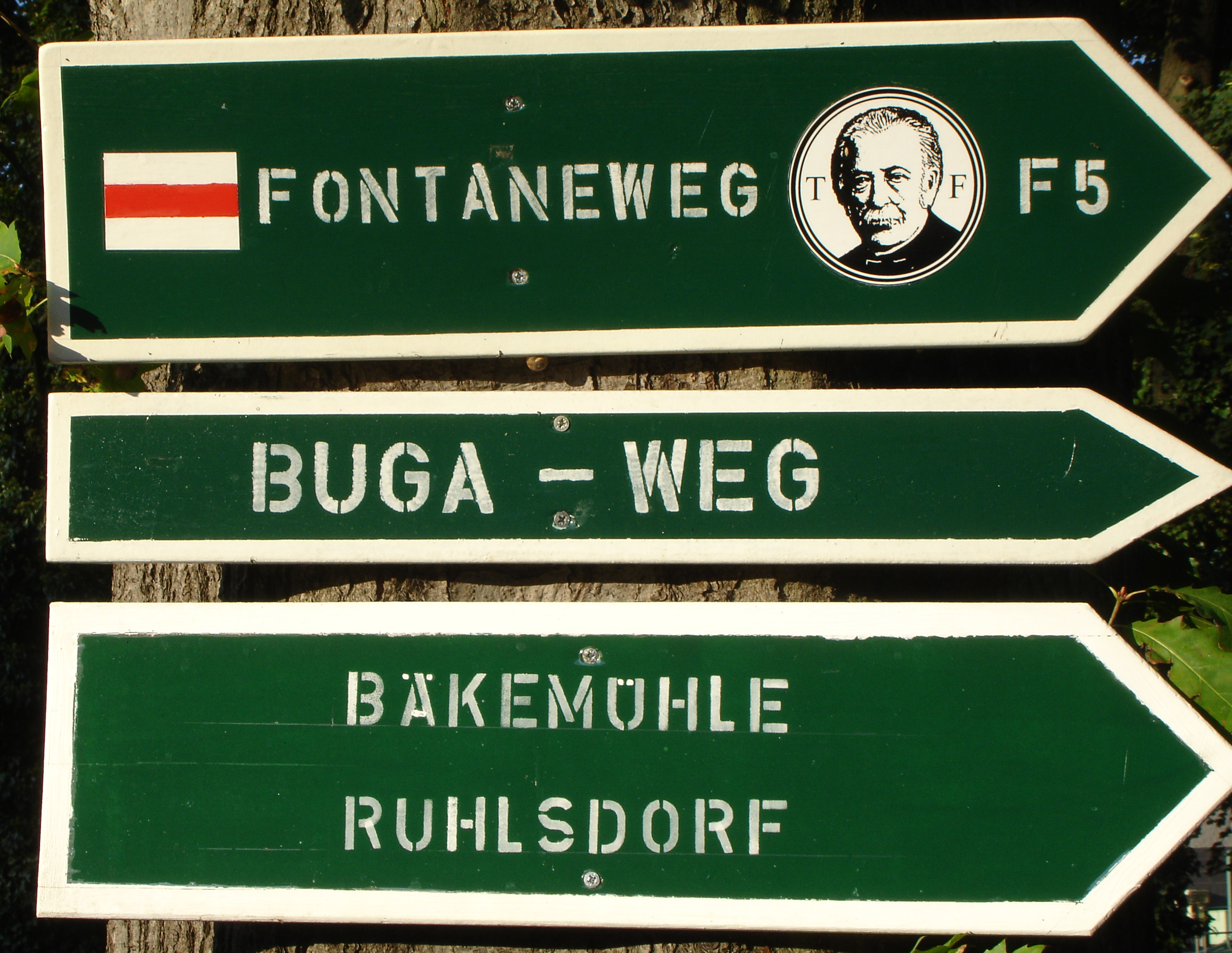
Wanderwege im Bäketal

In diesem Gebiet stehen als naturhistorische Denkmale die mit 600 und 700 Jahren vier ältesten Eichen Kleinmachnows sowie ein 2004 von der Lokalen Agenda 21 angelegter Naturlehrpfad. Die Lokale Agenda 21 ist ein Handlungsprogramm, das die Gemeinde in Richtung Nachhaltigkeit entwickeln soll. Im November 2000 hat Kleinmachnow ihr Leitbild zur nachhaltigen umweltgerechten Entwicklung veröffentlicht. Die Arbeitsgruppe Wanderwege hat seit 1997 sechs Wanderrouten gekennzeichnet. Dies sind der Buschgrabenrundweg, der Bannwaldweg, der Waldweg Dreilinden, der Wanderweg um den Machnower See sowie die überregionalen Routen Bugaweg 2001 und Fontaneweg.
Der Bannwald ist ein bewaldeter Grünzug, der Kleinmachnow in Ost-West-Richtung durchzieht. Er ist zirka drei Kilometer lang, 50 bis 100 Meter breit und bietet in unterschiedlichen Waldpartien eine abwechslungsreiche Tier- und Pflanzenwelt.
Im Bäketal steht in der Nähe des Forsthauses eine Eiche mit einem Brusthöhenumfang von 7,63 m (2016).

### Geschichtsdenkmale

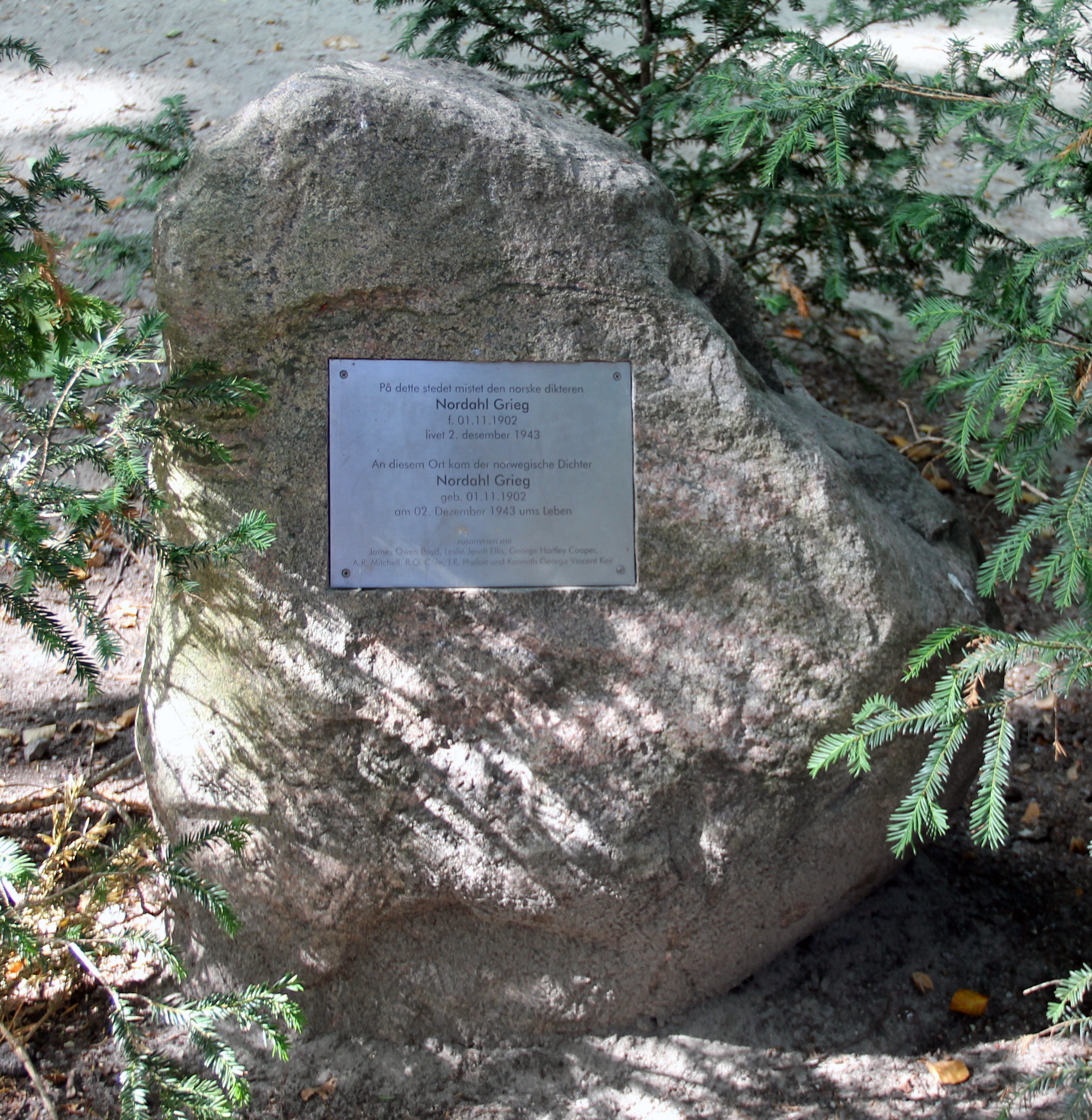
Gedenkstein am Machnower See (2018)

Nordahl Grieg starb am 2. Dezember 1943 beim Angriff auf Berlin, als die Lancaster LM 316 abgeschossen wurde, in der er als Kriegsberichterstatter mitflog. Die Absturzstelle liegt am Ufer des Machnower Sees. Dort stellte die Gemeinde Kleinmachnow auf Bitten der norwegischen Botschaft einen Findling als Ehrenmal auf. Bei der Einweihung des Ehrenmals am 23. November 2003 sang die norwegische Sängerin Torhild Ostad das Lied Til Ungdommen.

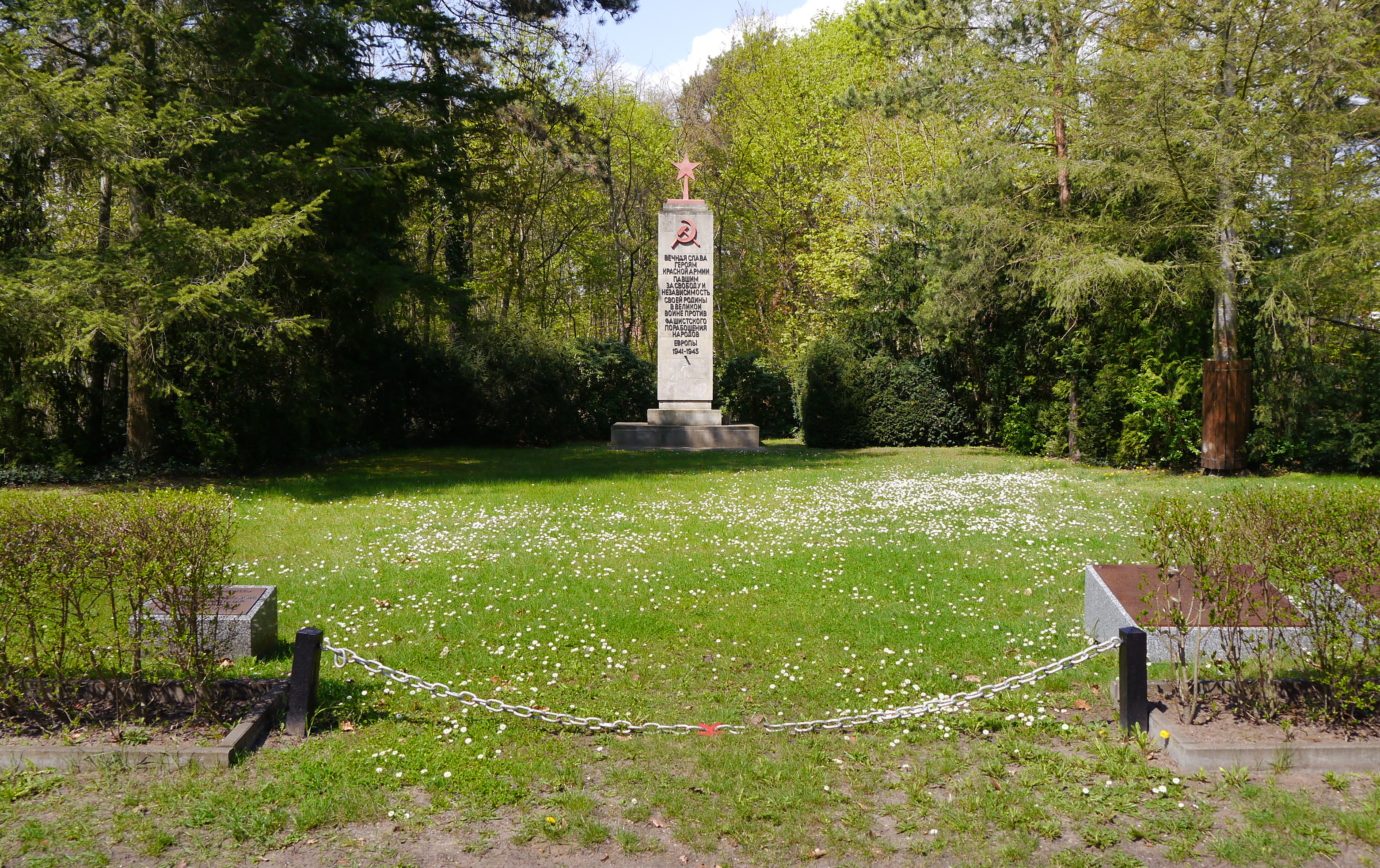
Sowjetisches Ehrenmal, Hohe Kiefer

Für die Opfer des Faschismus wurde etwa 1950 auf dem gleichnamigen Platz (OdF-Platz) an der Einmündung der Karl-Marx-Straße ein Gedenkstein gesetzt. Der Findling zeigt den Häftlingswinkel mit den Buchstaben „KZ“. Darunter die Inschrift „DEN TOTEN / ZUR EHRE / DEN LEBENDEN / ZUR MAHNUNG“. Der Bürgermeister der Gemeinde erinnert mit einer Kranzniederlegung dort jeweils am 27. Januar, dem Tag des Gedenkens an die Opfer des Nationalsozialismus, an die nationalsozialistischen Verbrechen. Den Opfern des Zweiten Weltkriegs wird jährlich am 8. Mai, dem Kriegsende in Europa, am sowjetischen Ehrenmal in der Hohen Kiefer gedacht.

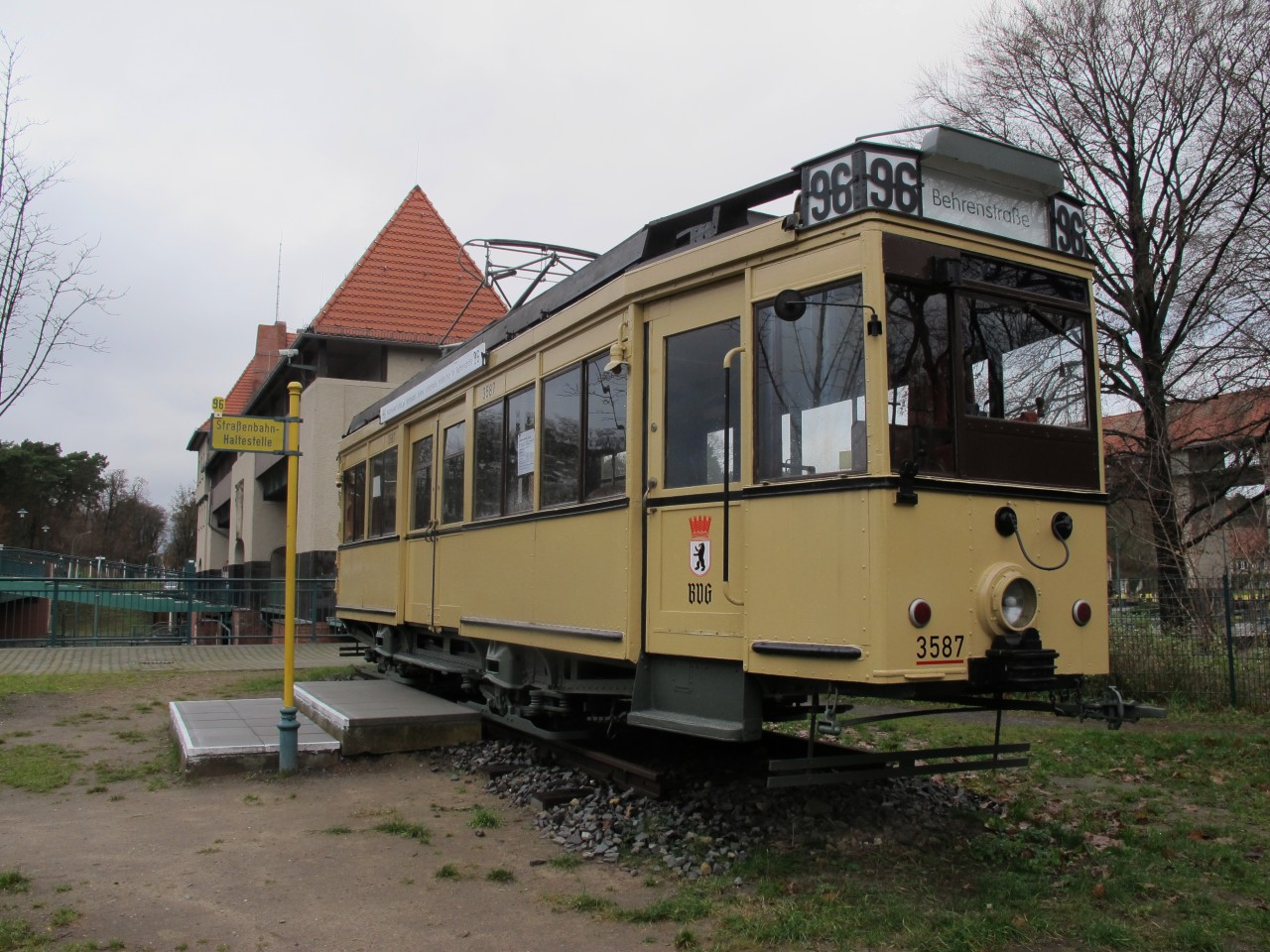
Straßenbahnwagen BSt Bauart 1927#TM 36 südlich der Schleuse

Auf der Südseite der Schleuse Kleinmachnow erinnert ein Straßenbahnwagen an die Anbindung nach Berlin durch die Teltower Kreisbahnen.

### Kunst und Musik
Kulturell bildeten die 1938 gegründeten Kammerspiele einen zentralen Treffpunkt für Kino, Theater und Gesellschaft, aber auch für den Rat der Gemeinde als Sitzungsraum. Das Haus wurde von 1960 bis 2003 staatlich beziehungsweise kommunal betrieben und befindet sich seit 2004 als Kino in privater Hand. Nach dem Auslaufen des zehnjährigen Pachtvertrages wurde die Nutzung der Kammerspiele als Kulturhaus der Gemeinde diskutiert und der Bürgermeister Ende 2005 mit Verhandlungen über den Ankauf beauftragt. Eine Einigung konnte nicht erzielt werden. Der Förderverein Freunde des Kulturhauses Kammerspiele e. V. löste sich im September 2006 auf. Im November 2012 übernahm die erste Kulturgenossenschaft Brandenburgs als neuer Pächter den Betrieb und benannte das Lichtspieltheater in Die Neuen Kammerspiele um. Neben dem Kinobetrieb stehen verschiedene Kulturveranstaltungen sowie ein Kinderprogramm auf dem Plan.
Ab 1986 fand in den Kammerspielen Ausbildung an Blasinstrumenten statt. 1992 wurde der Verein Jugendblasorchester Kleinmachnow e. V. gegründet. Dieser wurde 1995 aufgelöst und in die Kreismusikschule Engelbert Humperdinck des Landkreises Potsdam-Mittelmark übergeführt. Der Name Jugendblasorchester Kleinmachnow blieb erhalten. 2005 schlossen sich Kreismusikschule und Kreisvolkshochschule zusammen und führen ihre Arbeit als Kreismusikschule und Kreisvolkshochschule Potsdam-Mittelmark GmbH mit Sitz in Kleinmachnow fort.
Rund 40 Jahre hatte der gemeinnützige Kultur und Kunstverein Kleinmachnow e. V. seinen Sitz im Zehlendorfer Damm 45–47. Aufgrund von brandschutztechnischen Mängeln dürfen im ehemaligen Joliot-Curie-Klub seit Juli 2006 keine Veranstaltungen erfolgen. Die Veranstaltungen finden jetzt an unterschiedlichen Orten statt.
Im Jahr 1997 öffnete neben der westlich angrenzenden Zehlendorfer Teltow-Werft das Wohnstift Augustinum der gleichnamigen Stiftung als Residenz für 280 Senioren. Der Gebäudekomplex mit 268 Appartements umfasst einen Theatersaal mit 245 Plätzen. Mit dem größtenteils öffentlichen Kunst- und Kulturangeboten ist das Augustinum eine etablierte Adresse für Konzert- und Theaterfreunde aus der Region.
Mitarbeiter des ehemaligen Unternehmens Geräte- und Reglerwerke gründeten 2005 den Verein Industriemuseum Region Teltow e. V. Dieser bewahrt die Erinnerung an die einstigen Firmen und die industrielle Entwicklung der Region und befindet sich seit 2012 im Nachbarort Teltow.
Seit 2013 hat der Sonat-Verlag in Kleinmachnow seinen Sitz. Er wurde im Jahr 2000, zunächst als Berliner Chormusik-Verlag, von dem Musiker und Verleger Stefan Rauh gegründet und verlegt Werke für Vokal- und Instrumentalmusik.
Kleinmachnow war heimatlicher Spielort der fiktiven Familie Rauch, der von 2015 bis 2020 gedrehten Fernsehserie Deutschland.

### Sport
Die Kiebitzberge sind das regionale Sport- und Naherholungsgebiet mit Freibad, Sportstätten, Rodelberg und Wald. Der RSV Eintracht 1949 ist mit zirka 2.700 Mitgliedern in zwölf Abteilungen der mitgliederstärkste Verein des Landkreises Potsdam-Mittelmark. Die leistungsstärkste Mannschaft des Vereins spielt in der 2. Bundesliga Basketball.
Darüber hinaus bieten mehr als ein Dutzend weitere Vereine verschiedene Sportarten an. Die Sportstätten liegen entweder in Kleinmachnow oder im angrenzenden Teltow, Stahnsdorf beziehungsweise in nahen Berliner Stadtteilen. Die größte privat betriebene Sporteinrichtung in Kleinmachnow ist der Sportpark Kleinmachnow in den Kiebitzbergen, vormals Sportforum Kleinmachnow.
Die Eigenherd Europaschule Kleinmachnow wurde 2001 und 2007 vom Ministerium für Bildung, Jugend und Sport zur sportlichsten Schule Brandenburgs ausgezeichnet.

### Regelmäßige Veranstaltungen
Das Seniorenstift Augustinum ist mit seinem Theatersaal ein häufig genutzter Ort für Vorträge, Lesungen und Musikveranstaltungen. Für Senioren bietet der AWO-Treffpunkt und die Freizeitstätte Toni Stemmler regelmäßige Angebote, für Jugendliche die JFE Jugendfreizeiteinrichtung. Musikinteressierte können zwischen dem Kirchenchor der Dorfkirche oder dem monatlichen Treffen des Hausmusikkreises in der Kreismusikschule wählen. Für Kinder gibt es seit 2006 im September auf dem Rathausmarkt das Kleinmachnower Kinderfest und seit 1990 zwischen Ende Oktober und Mitte November die Kleinmachnower Märchentage.

## Wirtschaft und Infrastruktur

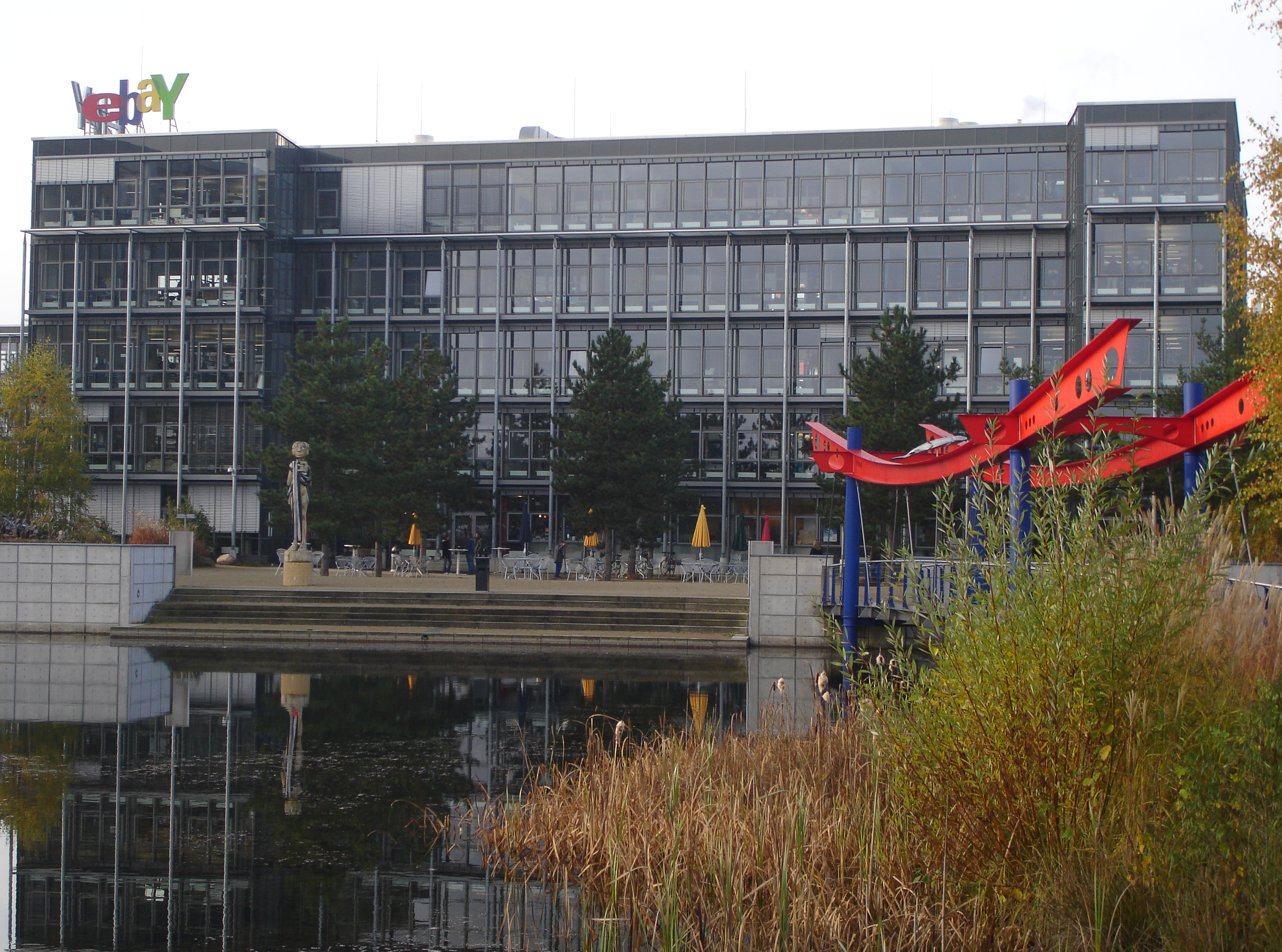
eBay-Deutschlandzentrale

Auf dem Gelände der ehemaligen Grenzübergangsstelle Drewitz befindet sich seit 1996 das 45 Hektar große Gewerbegebiet Europarc Dreilinden mit dem größten Arbeitgeber Kleinmachnows, der deutschen eBay-Zentrale. Der Betreiber des seit 2000 in Kleinmachnow angesiedelten Internet-Marktplatzes hat seine Belegschaft zwischen 2004 und 2008 um 600 auf 1300 Mitarbeiter ausgebaut. Im Jahr 2018 waren rund 1000 Mitarbeiter bei eBay in Kleinmachnow beschäftigt. Im Juli 2024 wurde bekannt, dass mobile.de und Kleinanzeigen ihr Büro von Kleinmachnow nach Berlin-Charlottenburg verlegen.
Insgesamt sind im Technologie- und Business-Park rund 3000 Mitarbeiter bei 80 Unternehmen beschäftigt. Nicht so positiv verläuft die Entwicklung im 25 Hektar großen Fashionpark an der Fahrenheitstraße, der ursprünglich ein Zentrum für die Textil- und Modebranche werden sollte. Der Plan scheiterte vor Jahren. Im Juni 2006 änderte die Gemeinde die Bezeichnung in TIW-Gebiet (Technik, Innovation, Wissenschaft). Rund 1530 Betriebe, größtenteils Kleingewerbetreibende und Einzelunternehmer, sind insgesamt in der Gemeinde registriert. Davon müssen gut 200 Gewerbesteuervorauszahlung leisten.

### Öffentliche Einrichtungen
Im Rathaus am Adolf-Grimme-Ring befinden sich die Gemeindeverwaltung, der Sitz des Bürgermeisters, das Bürgerbüro, die öffentliche Bibliothek sowie der Eigenbetrieb Kita-Verbund, der alle kommunalen Kindertagesstätten betreibt. Im Foyer können Veranstaltungen mit bis zu 300 Besuchern stattfinden. Der Sitzungssaal der Gemeindevertreter bietet Platz für Veranstaltungen bis zu 200 Personen.
Die Gemeinde bietet mit der Jugendfreizeiteinrichtung CARAT – Jugendarbeit Kleinmachnow ein seit Jahren etabliertes Angebot an Jugendliche zwischen 12 und 21 Jahren. Das regelmäßige Programm umfasst Musikworkshops, Kreativkurse, Tanzgruppen und Graffitikurse. Ergänzend eröffnet im August 2013 in der Hohen Kiefer ein Schülercafe, das zu einem späteren Zeitpunkt durch ein dauerhaftes Jugendzentrum an einem anderen Standort abgelöst werden soll. 1991 wurde als weitere kommunale Einrichtung der Eigenbetrieb Bauhof gegründet, der für die Pflege der Grünanlagen und den Winterdienst der Straßen zuständig ist.
Das Julius Kühn-Institut – Bundesforschungsinstitut für Kulturpflanzen, das am 1. Januar 2008 aus der Biologischen Bundesanstalt für Land- und Forstwirtschaft hervorging, ist eine Forschungseinrichtung im Geschäftsbereich des Bundesministeriums für Ernährung, Landwirtschaft und Verbraucherschutz. In Kleinmachnow ist das Institut für Strategien und Folgenabschätzung im Pflanzenschutz angesiedelt.
Zur Gewährleistung der Richtigkeit von Messungen gab es in Berlin und Brandenburg eigene Landeseichämter. Diese wurden 2005 zusammengelegt und bilden heute mit Sitz in Kleinmachnow das Landesamt für Mess- und Eichwesen Berlin-Brandenburg.
Im Land Brandenburg hat jeder nach Maßgabe des Akteneinsichts- und Informationszugangsgesetzes das Recht auf Einsicht in Akten. Der am Stahnsdorfer Damm ansässige Landesbeauftragte für den Datenschutz und für das Recht auf Akteneinsicht ist eine Kontrollinstanz für die Einhaltung des Datenschutzes und der Informationsfreiheit bei öffentlichen Stellen. Er ist nicht zuständig für die Einsicht in „Stasi-Akten“. Diese Unterlagen werden vom Bundesbeauftragten für die Unterlagen des Staatssicherheitsdienst der ehemaligen DDR verwaltet.

### Verkehr

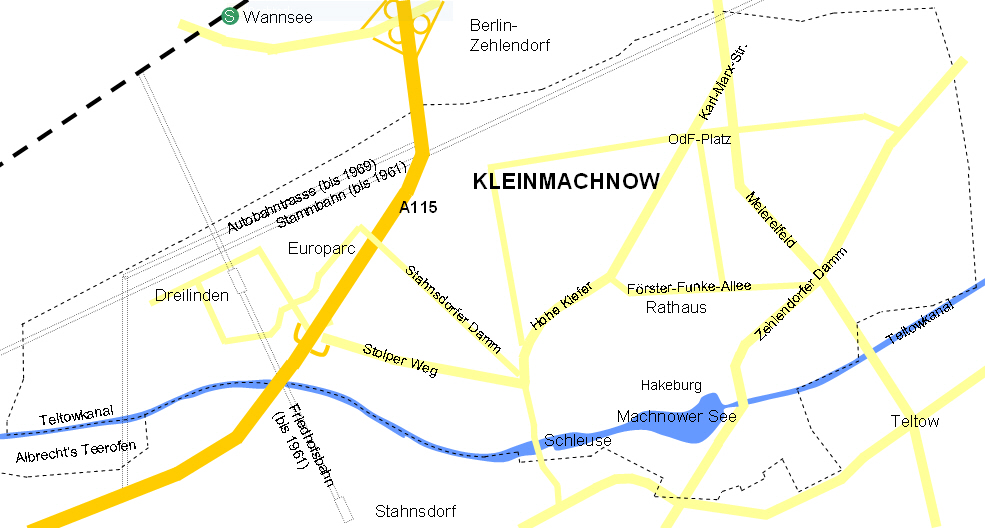
Verkehr

#### Straßenverkehr
Kleinmachnow liegt an der Bundesautobahn 115 (Anschlussstelle 5 Kleinmachnow). Die A 115 verbindet den Berliner Stadtring (A 100) im Südwesten von Berlin mit dem südlichen Berliner Ring (A 10). Nahe der südlichen Gemeindegrenze von Kleinmachnow verläuft die Landesstraße 40. Sie erschließt das südliche Berliner Umland über Stahnsdorf, Teltow, Mahlow, Schönefeld nach Berlin Treptow-Köpenick. Sie verbindet Kleinmachnow mit den Bundesstraßen 101, 96 und 179. Die Entfernung zum Flughafen Berlin Brandenburg beträgt weniger als 30 Kilometer.

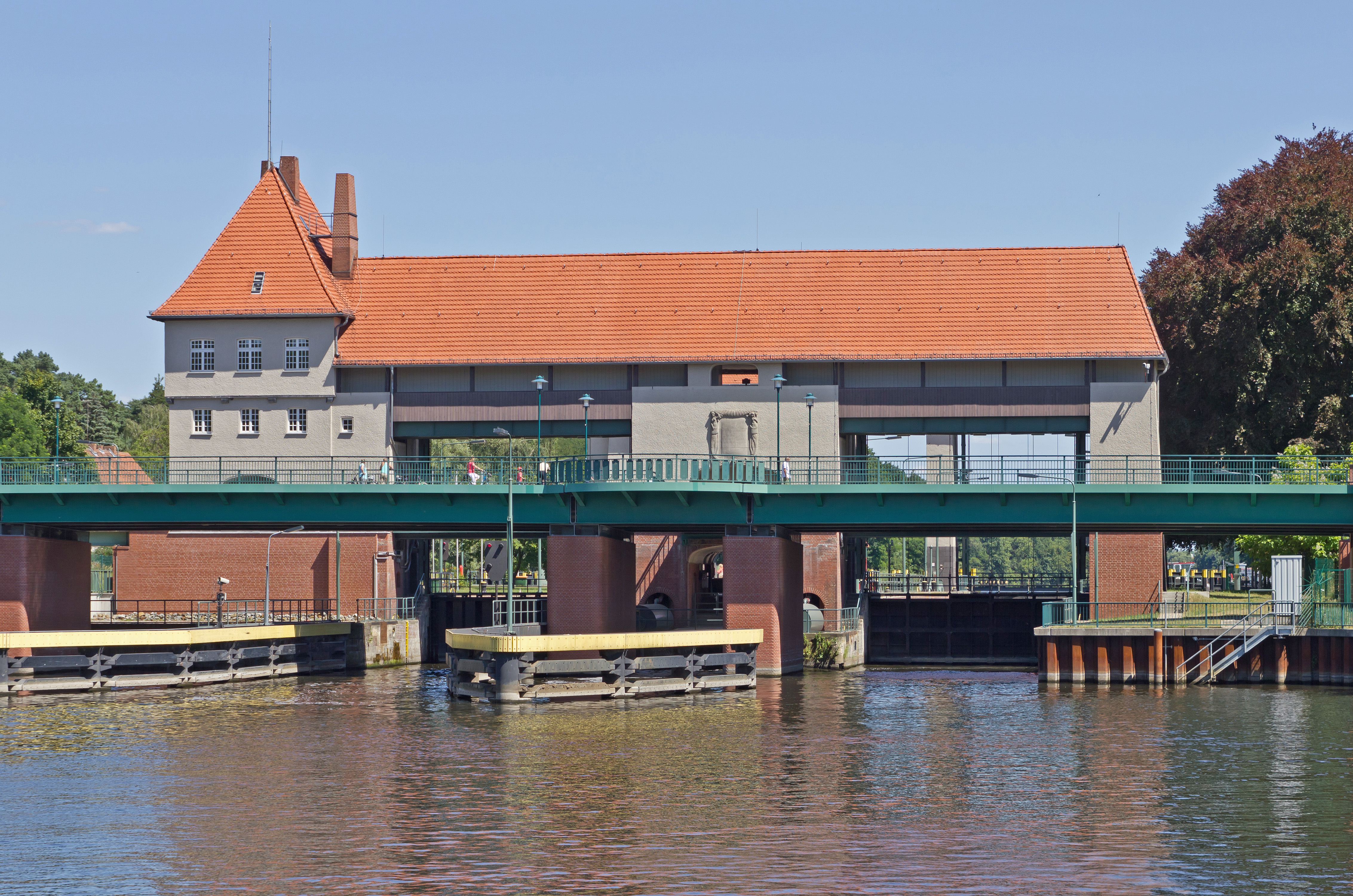
Blick auf die Schleuse mit der Schleusenbrücke

Den öffentlichen Personennahverkehr bedienen fünf Buslinien der Regiobus Potsdam-Mittelmark GmbH. Alle Linien sind in den Tarifgebieten Berlin C bzw. Potsdam C des Verkehrsverbundes Berlin-Brandenburg zu benutzen. Die Buslinien verbinden Kleinmachnow mit den S-Bahn-Stationen Teltow Stadt (Bus 620, Anschluss an die S-Bahnlinien S25 und S26), Mexikoplatz (Bus 622, Anschluss S1), Berlin-Wannsee (Bus 620, Anschluss S1 / S7), Berlin-Zehlendorf (Bus 623, Anschluss S1) und den U-Bahn-Stationen Krumme Lanke (Bus 622, Anschluss U3) sowie Oskar-Helene-Heim (Bus 623, Anschluss U3). In Kleinmachnow verkehren außerdem die Buslinien 628 (Rufbus) und 629. Bis auf die Linien 628 und 629 verkehren alle Linien wochentags im 20-Minuten-Takt.
Der Flughafen Berlin Brandenburg ist über Buslinien (mit Umsteigen) und mit PKW innerhalb von 45 Minuten zu erreichen.

#### Eisenbahnverkehr
Der Bahnhof Berlin-Wannsee bietet Anschlüsse an den Fernverkehr, mehrere Regional-Express-Linien und Regionalbahnen. Vom Rathausmarkt Kleinmachnow sind die Berliner Bahnhöfe Potsdamer Platz und Zoologischer Garten in zirka 45 Minuten erreichbar.
Am nördlichen Rand von Kleinmachnow führt die Trasse der Berlin-Potsdamer Eisenbahn (Stammbahn) entlang, auf der es zwischen Düppel und Griebnitzsee seit 1945 keinen Bahnverkehr mehr gibt. Auf der Gemarkung Dreilinden kreuzte sie die Friedhofsbahn. Diese führte von Berlin-Wannsee nach Stahnsdorf zu den Friedhöfen von Berliner Kirchengemeinden. Für die Reaktivierung der Stammbahn als Regional- und Fernbahnstrecke fiel im Mai 2022 zwischen den Ländern Brandenburg und Berlin die Grundsatzentscheidung.

#### Schiffsverkehr

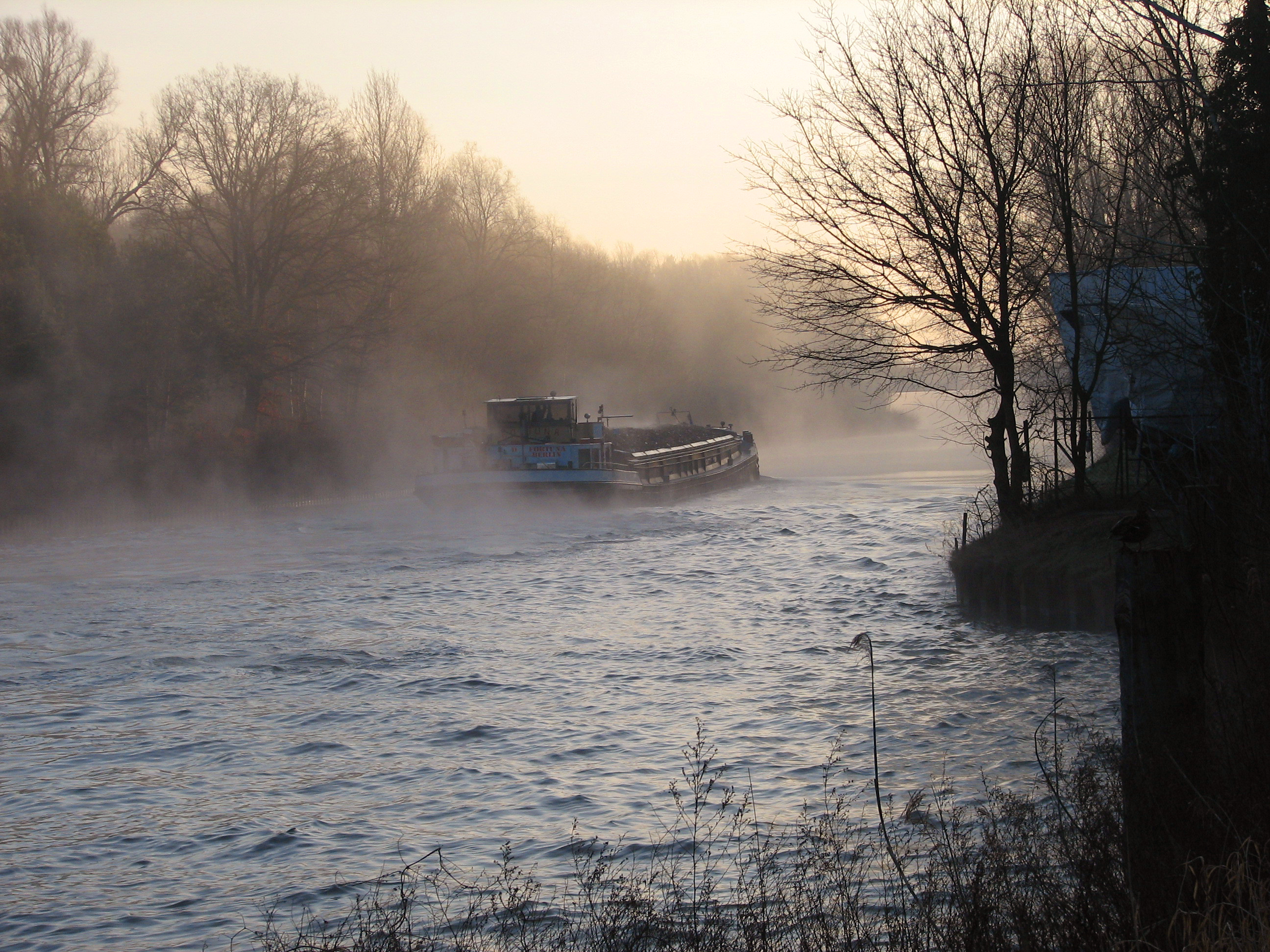
Schiffsverkehr auf dem Teltowkanal

Das Verkehrsprojekt Deutsche Einheit Nr. 17 (Bundeswasserstraßenverbindung Hannover-Magdeburg–Berlin) hatte zum Ziel, den Teltowkanal entsprechend Binnenwasserstraßenklassifizierung Vb für Großmotorgüterschiffe bis zu 110 Meter Länge und Schubverbände bis zu 185 Meter Länge befahrbar zu machen. Verschiedene Umweltverbände protestierten seit 1992 wegen der befürchteten massiven Eingriffe in die Uferlandschaften gegen den Ausbau der Schleuse. Das Bundesverkehrsministerium hielt bis Ende 2010 am Planfeststellungsbeschluss fest, der einen Ausbau der Nordkammer der Schleuse auf 190 Meter Länge vorsah. Am 19. November 2010 wurde der Ausbau der Schleuse durch eine Entscheidung des Bundesverkehrsministers Peter Ramsauer gestoppt. Es ist stattdessen eine Sanierung der Schleuse vorgesehen. Eine Klage zum Ausbau der Schleuse scheiterte im Januar 2013 vor dem Verwaltungsgericht Potsdam.

### Bildung
Alle kommunalen Kindertagesstätten, dies sind acht kombinierte Krippen und Kindergärten sowie drei Horte mit insgesamt 1200 Plätzen, werden durch den KITA-Verbund betrieben. Zusätzlich existieren mit dem evangelischen und katholischen Kindergarten, dem Waldorf-Kindergarten und dem englischen Klax-Kindergarten fünf Kindertagesstätten in freier Trägerschaft.

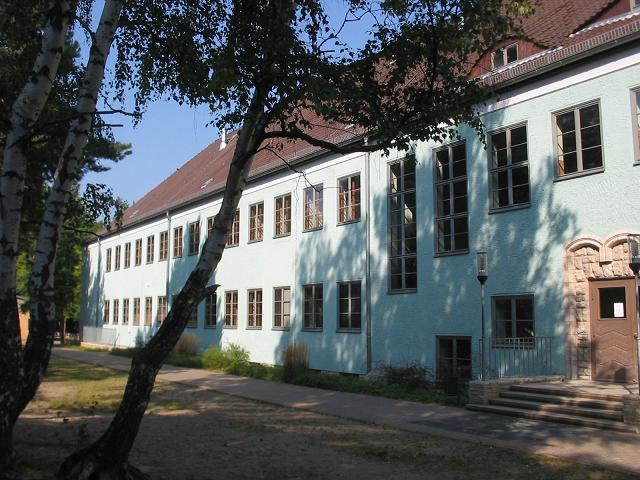
Weinberg-Gymnasium Kleinmachnow

In Kleinmachnow gibt es mit der Steinweg-Grundschule (430 Schüler), der Grundschule auf dem Seeberg (260 Schüler) und der Eigenherd-Europa-Schule (470 Schüler) drei gemeindliche Grundschulen. Die 2004 gegründete Evangelische Grundschule Kleinmachnow ist eine christlich orientierte Ganztagsschule, die von der Hoffbauer-Stiftung getragen wird. Als weiterführende Schule besuchen zirka 600 Schüler die Maxim-Gorki-Gesamtschule mit gymnasialer Oberstufe. Im Jahr 1991 ging das Weinberg-Gymnasium Kleinmachnow aus der Erweiterten Spezialoberschule Kleinmachnow hervor. Heute werden dort zirka 780 Schüler auf dem mathematisch-naturwissenschaftlichen Gebiet speziell gefördert. Ergänzt wird die Schullandschaft durch die Freie Waldorfschule Kleinmachnow, die Allgemeine Förderschule und die Schule mit dem sonderpädagogischen Förderschwerpunkt „geistige Entwicklung“ Albert Schweitzer. Seit 2008 existiert das Evangelische Gymnasium Kleinmachnow der Hoffbauer-Stiftung.
Auf dem Seeberg existiert seit 2001 die Berlin Brandenburg International School (BBIS) als private, englischsprachige Ganztagsschule. Unterrichtet werden zirka 680 Schüler 58 verschiedener Nationalitäten. Die gemeinnützige Gesellschaft als Trägerin der Schule investierte in die Errichtung eines Schulcampus mit modernen Sportanlagen, nachdem sie das Areal 2006 erworben hatte.
In unmittelbarer Nähe zur Schleuse unterhält die Wasser- und Schifffahrtsdirektion Ost ein Berufsbildungszentrum. Dort werden Wasserbauer und Verwaltungsfachangestellte ausgebildet.

## Persönlichkeiten

### Ehrenbürger
Der bis heute einzige Ehrenbürger ist seit 1932 Heinrich Funke. Er war von 1895 Förster auf dem Hake’schen Gutshof, später Gutsvorsteher. Nach Auflösung des Gutsbezirks und Umwandlung in die Gemeinde Kleinmachnow war er von 1920 bis 1931 der erste Gemeindevorsteher.

### Söhne und Töchter der Gemeinde
- Ernst Ludwig von Hacke (1651–1713), preußischer Generalleutnant
- Ingeborg Wörndle (1916–2011), Stadionsprecherin bei Olympischen Spielen
- Gerhard Geidel (1925–2011), Marinemaler und Illustrator
- Sigrun Casper (* 1939), Pädagogin, Malerin, Schriftstellerin
- Gisela Kittel (* 1940), evangelisch-reformierte Theologin und Didaktikerin
- Hartmut Köhler (1940–2012), Romanist und Übersetzer
- Cornelia Behm (* 1951), Politikerin (Bündnis 90/Die Grünen)
- Claudia Maria Meyer (* 1955), Schauspielerin
- Stefan Kolditz (* 1956), Schriftsteller und Drehbuchautor
- Raphael Statt (* 1958), Mönch und Bildhauer
- Michael Heilmann (* 1961), Langstreckenläufer
- Tina Bara (* 1962), Fotografin, Professorin für künstlerische Fotografie an der Hochschule für Grafik und Buchkunst Leipzig
- Jörg Huke (* 1962), Jazz- und Theatermusiker
- Matthias Traber (1966–2022), Hochseilartist
- Carsten Ohle (* 1968), Handballtorwart
- Katrin Scholz (* 1969), Violinistin
- Deborah Kaufmann (* 1970), Schauspielerin
- Susanne Bormann (* 1979), Schauspielerin
- Jonas Walter (* 1984), Fotograf und Filmregisseur

### Persönlichkeiten, die im Ort lebten oder leben
- Lily Braun (1865–1916), Schriftstellerin und Frauenrechtlerin
- Sophie Burger-Hartmann (1868–1940), Malerin und Bildhauerin
- Friedrich Kayssler (1874–1945), Schauspieler
- Arnold Schönberg (1874–1951), Komponist
- Wilhelm Conrad Gomoll (1877–1951), Schriftsteller
- Paul Henckels (1885–1967), Schauspieler
- Adolf Grimme (1889–1963), Kulturpolitiker (SPD)
- Otto Herbig (1898–1971), Maler und in der DDR Hochschullehrer
- Paul Eipper (1891–1964), Schriftsteller
- Paul Gruson (1895–1969), Bildhauer
- Elisabeth Pungs (1896–1945), Widerstandskämpferin in der Zeit des Nationalsozialismus
- Johannes Arpe (1897–1962), Schauspieler
- Lotte Lenya (1898–1981), Schauspielerin und Sängerin
- Friedo Lampe (1899–1945), Schriftsteller
- Kurt Weill (1900–1950), Komponist
- Richard Groschopp (1906–1996), Filmregisseur
- Wolfgang Joho (1908–1991), Schriftsteller
- Hanns Maaßen (1908–1983), Journalist und Schriftsteller
- Hermann Klare (1909–2003), Chemiker, Präsident der Akademie der Wissenschaften der DDR
- Agnes Kraus (1911–1995), Schauspielerin
- Walter Janka (1914–1994), Verleger
- Ursula Madrasch-Groschopp (1916–2004), Publizistin
- Karl Gass (1917–2009), Filmregisseur
- Fred Wander (1917–2006), Schriftsteller
- Herbert Lange (1920–2001), Maler und Grafiker
- Dieter Mehlhardt (1927–1988), Autor und Kommunalpolitiker (CDU)
- Gerhard Bengsch (1928–2004), Drehbuchautor und Schriftsteller
- Hubert Faensen (1928–2019), Kunsthistoriker
- Gerhard Wolf (1928–2023), Schriftsteller
- Christa Wolf (1929–2011), Schriftstellerin
- Konrad Petzold (1930–1999), Filmregisseur
- Karla Runkehl (1930–1986), Schauspielerin
- Harald Kretzschmar (1931–2024), Karikaturist
- Heiner Rank (1931–2014), Schriftsteller
- Karl-Heinz Schäfer (* 1932), Gebrauchsgrafiker
- Maxie Wander (1933–1977), Schriftstellerin
- Horst Mahler (1936–2025), Rechtsanwalt, Gründungsmitglied der Rote Armee Fraktion, Neonazi
- Thomas Billhardt (1937–2025), Fotograf
- Jörg Schönbohm (1937–2019), General und Politiker (CDU)
- Chris Doerk (* 1942), Schauspielerin, Sängerin
- Ingo Sommer (* 1942), Architekturhistoriker und Professor für Baugeschichte
- Walter Müller (* 1948), Manager von Mercedes-Benz und Präsident von Hertha BSC
- Tuomo Hatakka (* 1956), Vorsitzender der Geschäftsführung der Vattenfall GmbH
- Harald Effenberg (* 1957), Schauspieler
- Jens Klocksin (* 1957), deutscher Naturschützer und ehemaliger Politiker, Mitglied des Landtages Brandenburg 2004–2009
- Frank Lüdecke (* 1961), Kabarettist und Regisseur
- Nikolaus Blome (* 1963), Journalist
- Guido Beermann (* 1965), Politiker (CDU)
- Peter Christian Feigel (* 1966), Dirigent
- Monique Garbrecht-Enfeldt (* 1968), Eisschnellläuferin
- Bushido (* 1978), Rapper
- Tobias Schenke (* 1981), Schauspieler
- Nelly Marie Bojahr (* 1988), Miss Germany 2007
- Capital Bra (* 1994), Rapper
- Maria Clara Groppler (* 1999), Komikerin

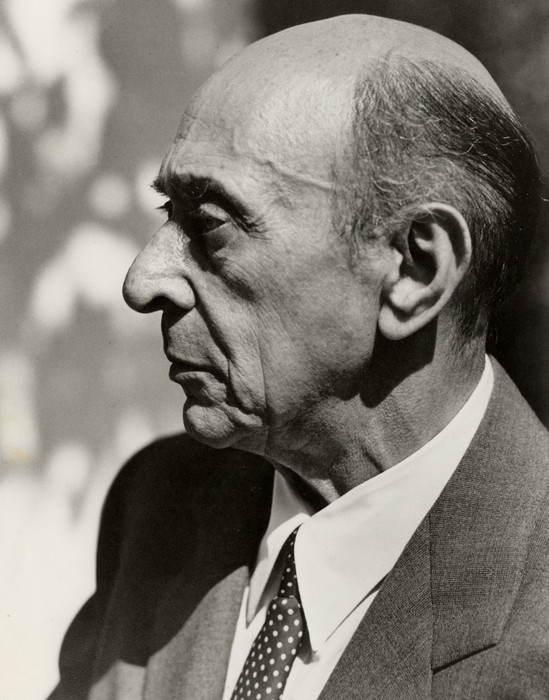
Arnold Schönberg (etwa 1948)

Im Jahr 1909 baute Lily Braun, eine schriftstellernde Frauenrechtlerin, als eine der ersten eine Villa in Kleinmachnow. Der Komponist und Musiktheoretiker Arnold Schönberg war Gast im Bildhauerhaus des Ferdinand Lepcke. Schönberg entwickelte 1921 die „Methode des Komponierens mit zwölf nur aufeinander bezogenen Tönen“, die als Zwölftonmusik bekannt ist.
Kurt Weill, bekannt als Komponist für die Dreigroschenoper von Bertolt Brecht, kaufte 1931 ein Haus im Bauhausstil in der heutigen Käthe-Kollwitz-Straße in Kleinmachnow. Er zog mit Ehefrau Lotte Lenya im März 1932 ein. Lenya war eine Interpretin und Propagandistin seiner Werke. Nach der „Machtergreifung“ der Nationalsozialisten emigrierten beide 1933 zunächst in die Schweiz.

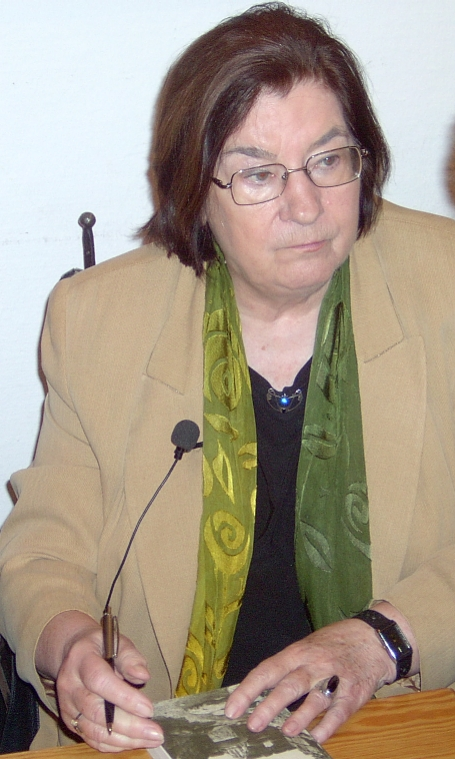
Christa Wolf (2007)

Der Schauspieler Paul Henckels spielte von 1923 bis 1961 in mehr als 230 Filmen mit. Unvergessen bleibt seine Rolle als Professor Bömmel im Film Die Feuerzangenbowle. Kurz nach seinem Einzug in die 1936 gebaute Villa Am Weinberg 5 gab er diese wegen Anfeindungen gegen seine jüdische Frau auf. Im April 1945 wurde der Staatsschauspieler Friedrich Kayssler versehentlich vor seinem Haus von sowjetischen Soldaten erschossen.
Viele Jahre ihres Lebens verbrachte Agnes Kraus in Kleinmachnow. Die Volksschauspielerin lebte in ihrem Elternhaus. Sie liegt auf dem Waldfriedhof im Familiengrab zusammen mit ihren Eltern und ihrer Schwester.
Adolf Grimme, ein sozialdemokratischer Kulturpolitiker, lebte in Kleinmachnow von 1930 bis zu seiner Verhaftung 1942 durch die Gestapo wegen einer Verbindung zur sogenannten Roten Kapelle. Nach dem Zweiten Weltkrieg wurde er der erste Intendant des neugegründeten Nordwestdeutschen Rundfunks. Nach ihm ist der bedeutende Adolf-Grimme-Preis für Fernsehsendungen benannt.
Verschiedene Schriftsteller wohnen bzw. wohnten in Kleinmachnow oder sind dort verstorben. Dazu zählen Wolfgang Joho (1908–1991), Hanns Maaßen (1908–1983), ein Journalist und freier Schriftsteller, Walter Janka (1914–1994), ein seit den sechziger Jahren in Kleinmachnow lebender Verleger und Friedo Lampe. Lampe wurde 1945 von einem Soldaten der Roten Armee erschossen, der ihn für einen SS-Mann gehalten hatte. Zu den bedeutendsten Schriftstellern gehören Fred Wander (1916–2006) und seine Ehefrau Maxie Wander (1933–1977) sowie das Ehepaar Christa Wolf (1929–2011) und Gerhard Wolf (1928–2023). Paul Eipper, ein Verfasser zahlreicher Tierbücher, lebt in der Zeit um 1939–1949 im Richard-Strauss-Weg 11. Heiner Rank (geboren 1931) Schriftsteller.
Richard Groschopp und Karl Gass gelten als zwei der renommiertesten DEFA-Regisseure. Aus der Feder von Gerhard Bengsch stammen die Drehbücher für mehrere DEFA-Spielfilme und Fernsehfilme für den Deutschen Fernsehfunk. Er war ein mehrfach ausgezeichneter Schriftsteller, der in Kleinmachnow ab 1956 bis zu seinem Tode 2004 lebte. Der 1999 in Kleinmachnow verstorbene Konrad Petzold war ein Regisseur, der zahlreiche DEFA-Kinderfilme und sogenannte „DEFA-Indianerfilme“ inszenierte.

## Sonstiges
Am 7. Oktober 2005 wurde in Düsseldorf die nicht herausgegebene Wohlfahrtsmarke Audrey Hepburn für den Rekordpreis von 135.000 Euro versteigert. Der Poststempel des linken Eckrandstückes zeigt das Aufgabepostamt KLEINMACHNOW 1 / b / 11.02.04 - 18 / 14532.
Im Juli 2023 sorgte die Sichtung einer angeblichen „Löwin“ in Kleinmachnow für internationale mediale Aufmerksamkeit (Sommerloch); nachdem plausibel gemacht werden konnte, dass es sich bei dem gefilmten Tier nicht um ein Raubtier, sondern wahrscheinlich um ein Wildschwein gehandelt habe, stellte die Polizei eine großangelegte Suchaktion nach rund 36 Stunden ein.